# Campionato mondiale di Formula 1 1974
Il campionato mondiale di Formula 1 1974 organizzato dalla FIA è stato, nella storia della categoria, il 25° ad assegnare il campionato piloti e il 17° ad assegnare il campionato costruttori. È iniziato il 13 gennaio e terminato il 6 ottobre, dopo 15 gare, lo stesso numero di gare della stagione precedente. Il titolo dei piloti è andato per la seconda volta a Emerson Fittipaldi e il titolo costruttori per la prima volta alla McLaren.
Da quest'anno i numeri delle macchine rimasero fissi per tutta la stagione. Prima venivano assegnati gara per gara.

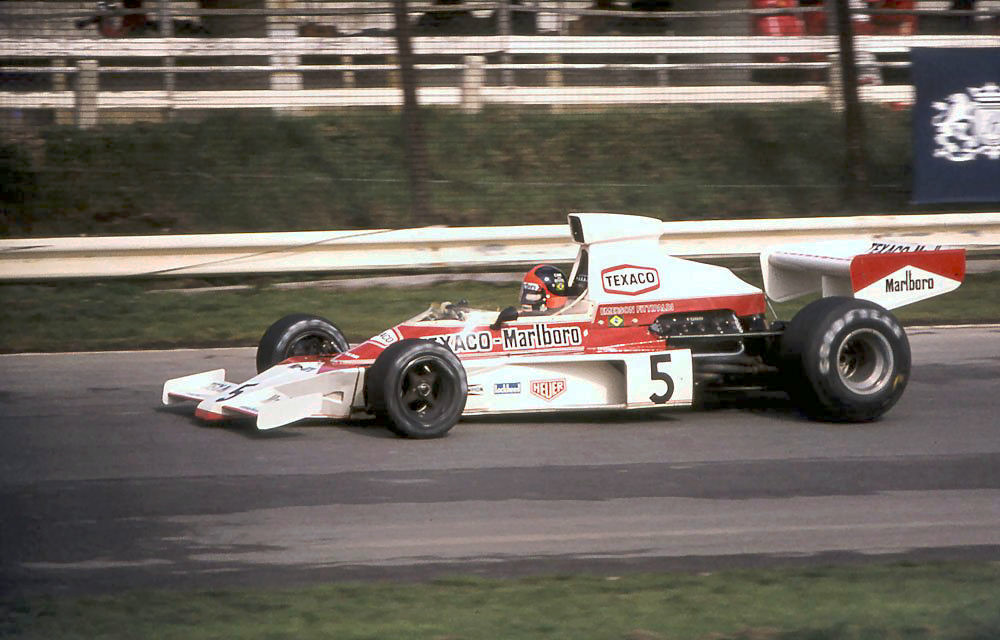
Emerson Fittipaldi per la seconda volta campione del mondo piloti.

## La pre-stagione

### Il calendario
Solo a gennaio venne confermata la tenuta del Gran Premio di Monaco, per il 26 maggio, dopo che, per la crisi petrolifera, era stato invece cancellato il Rally di Montecarlo.
| Gara | Nome ufficiale del gran premio        | Circuito                                   | Sede                       | Data         | Ora    | Ora   | Ora   | Diretta TV        |
| Gara | Nome ufficiale del gran premio        | Circuito                                   | Sede                       | Data         | Locale | UTC   | ITA   | Diretta TV        |
| ---- | ------------------------------------- | ------------------------------------------ | -------------------------- | ------------ | ------ | ----- | ----- | ----------------- |
| 1    | Gran Premio de la República Argentina | Autodromo Municipal Ciudad de Buenos Aires | Buenos Aires               | 13 gennaio   | 16:30  | 19:30 | 20:30 | Non trasmesso     |
| 2    | Grande Prêmio do Brasil               | Circuito di Interlagos                     | San Paolo del Brasile      | 27 gennaio   | 11:30  | 14:30 | 15:30 | Non trasmesso     |
| 3    | Lucky Strike South African Grand Prix | Circuito di Kyalami                        | Midrand                    | 30 marzo     | 14:30  | 12:30 | 13:30 | Non trasmesso     |
| 4    | Gran Premio de España                 | Circuito permanente del Jarama             | San Sebastián de los Reyes | 28 aprile    | 12:00  | 11:00 | 12:00 | Non trasmesso     |
| 5    | Bang & Olufsen Grote Prijs van Belgie | Circuito di Nivelles                       | Nivelles                   | 12 maggio    | 15:30  | 14:30 | 15:30 | Secondo Programma |
| 6    | Grand Prix Automobile de Monaco       | Circuito di Monte Carlo                    | Monaco                     | 26 maggio    | 15:30  | 14:30 | 15:30 | Secondo Programma |
| 7    | Texaco Sveriges Grand Prix            | Scandinavian Raceway                       | Anderstorp                 | 9 giugno     | 15:30  | 13:30 | 15:30 | Secondo Programma |
| 8    | Grote Prijs van Nederland             | Zandvoort Park                             | Zandvoort                  | 23 giugno    | 13:00  | 12:00 | 13:00 | Non trasmesso     |
| 9    | Grand Prix de France                  | Circuito di Digione-Prenois                | Prenois                    | 7 luglio     | 12:00  | 11:00 | 12:00 | Secondo Programma |
| 10   | John Player British Grand Prix        | Circuito di Brands Hatch                   | West Kingsdown             | 20 luglio    | 14:30  | 14:30 | 15:30 | Secondo Programma |
| 11   | Großer Preis von Deutschland          | Nürburgring                                | Nürburg                    | 4 agosto     | 13:30  | 12:30 | 13:30 | Non trasmesso     |
| 12   | Memphis Großer Preis von Österreich   | Österreichring                             | Spielberg bei Knittelfeld  | 18 agosto    | 15:00  | 14:00 | 15:00 | Secondo Programma |
| 13   | Gran Premio d'Italia                  | Autodromo nazionale di Monza               | Monza                      | 8 settembre  | 15:30  | 14:30 | 15:30 | Secondo Programma |
| 14   | Grand Prix Labatt's 50 du Canada      | Mosport International Raceway              | Bowmanville                | 22 settembre | 15:30  | 20:30 | 21:30 | Non trasmesso     |
| 15   | United States Grand Prix              | Watkins Glen International                 | Watkins Glen               | 6 ottobre    | 15:40  | 20:40 | 21:40 | Non trasmesso     |

### Accordi e fornitori
La scuderia Hill proseguì a impiegare vetture costruite da altri, ma non più una Shadow, bensì la Lola T370, con cui il costruttore britannico rientrava in F1, dopo aver costruito il telaio per la Honda nel 1968.
La Scuderia Ferrari si accordò con l'Agip, per la creazione di un rapporto di collaborazione sia nel settore tecnico-industriale che per le competizioni; la casa italiana sostituì la Shell quale fornitrice dei carburanti.

## Scuderie e piloti

### Scuderie
Prima del Gran Premio del Brasile Rikky von Opel, che non aveva preso parte al primo gran premio della stagione, decise di abbandonare definitivamente l'Ensign, che così non partecipò alla gara, e decise di rinviare il suo ritorno in F1 alla stagione europea.

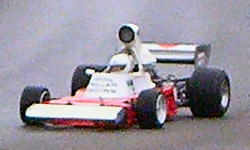
La Trojan fece il suo esordio nel mondiale di Formula 1 nel 1974.

Dal Gran Premio del Sudafrica la Hesketh partecipò, per la prima volta in una gara valida per il mondiale, quale costruttore, abbandonando così l'uso di vetture costruite da altre case. In Spagna esordì nel campionato mondiale la Amon col modello AF101. Fece il suo esordio in una gara iridata anche la Trojan-Tauranac Racing, scuderia legata alla casa automobilistica britannica Trojan, con la T103: si trattava originariamente di una vettura di Formula 5000, adattata alla F1, concepita da Ron Tauranac.
Nel Gran Premio del Belgio fu il turno per l'esordio nel mondiale per la Token. La vettura, la RJ02, era stata concepita da Ray Jessop, su richiesta di Ron Dennis, manager della scuderia di Formula 2 Rondel. Dennis dovette poi abbandonare l'idea di debuttare in F1, ma la vettura, ormai costruita, venne acquistata da Tony Vlassopoulo e Ken Grob, che decisero di proseguire l'impegno nella massima formula fondando la Token. Alla gara non prese parte la Amon, mentre partecipò la Scuderia Finotto, che disponeva di una Brabham privata. Per la gara di Montecarlo si decise di limitare a solo 28 vetture il parco degli ammessi. Non si presentarono così la Lyncar, la Token, nonché la scuderie private Finotto e AAW; la Williams iscrisse una sola vettura, per Arturo Merzario, mentre la Brabham limitò la sua presenza a sole due vetture. Dichiarò forfait anche la scuderia nipponica Maki, che avrebbe dovuto esordire nel mondiale. Si rivide, invece, la Amon, che aveva saltato la gara di Nivelles.
Alla gara in Svezia non presero parte la Maki, la Amon, la Trojan, la Token e la Lyncar. Anche la Scuderia Finotto non prese parte all'evento.
Dal Gran Premio d'Olanda, dopo essersi vista rifiutare l'iscrizione in diverse gare, al fine di non superare il limite di 26 vetture, la Trojan ottenne, dalla Federazione Internazionale, l'ampliamento del numero di scuderie ammesse a una singola gara. Il numero di vetture iscritte al gran premio salì così a 27. La Trojan saltò, comunque, l'impegno seguente, in Francia.
Nel Gran Premio di Gran Bretagna ci fu l'esordio, in una gara valida per il mondiale di Formula 1, per due nuovi costruttori: uno era la Maki, il primo costruttore giapponese dai tempi della Honda, che aveva corso l'ultimo gran premio nel 1968. Il modello si chiamava F101, concepito da Kenji Mimura e Masao Ono, dotato del tradizionale motore Ford Cosworth DFV e pneumatici Firestone; l'altro era la Lyncar, costruttore britannico, già iscritto, ma non presente al Gran Premio del Belgio. Il modello era denominato 006, concepito da Martin Slater, era anch'egli spinto dal Ford Cosworth DFV, montava un cambio Hewland e gomme Goodyear.
Il team britannico di Formula 5000 Dempster International Racing Team iscrisse una March 731, utilizzata l'anno precedente dalla Hesketh. Il team Harper prese invece in gestione la Token. Nella gara successiva, in Germania, il costruttore britannico concesse la sua vettura alla scuderia Chequered Flag. Non si rividero la Lyncar, il Dempster International Racing Team, il AAW Racing Team. Quest'ultimo rientrò in Austria, così come la Scuderia Finotto. Non partecipò alla gara austriaca, invece, la Maki.
Molte scuderie decisero di rinunciare alla trasferta nordamericana. La Trojan, le scuderie private AAW Racing e Scuderia Finotto non presero parte alle gare, così come la Amon. In compenso fecero la loro prima apparizione nel mondiale di Formula 1 due costruttori statunitensi: la Penske e la Parnelli. La prima aveva una lunga esperienza in diversi campionati nordamericani, ed aveva riportato la vittoria nella 500 Miglia di Indianapolis del 1972. La Penske aveva sponsorizzato una McLaren nel 1971, nelle due gare del Nord America, ottenendo anche un podio con Mark Donohue. Anche la Parnelli aveva ottenuto grandi risultati nell'campionato USAC, con tre vittorie assolute per i piloti, e due vittorie a Indianapolis, nel 1971 e 1972.
Si ripresentò la scuderia privata Chequered Flag (che impiegava una Brabham BT42), dopo aver mancato la gara di Monza. Un altro team privato, Team Canada F1 Racing, utilizzò lo stesso modello di Brabham. Quest'ultimo team mancò, invece, l'ultima gara stagionale, a Watkins Glen.

### Piloti
Il campione del mondo 1972, il brasiliano Emerson Fittipaldi, passò dalla Lotus alla McLaren, ove fece coppia con Denny Hulme. Una terza McLaren venne affidata al team semiufficiale, sponsorizzato dalla Yardley, con pilota Mike Hailwood. La Lotus sostituì Fittipaldi con Jacky Ickx, proveniente dalla Iso-Williams.

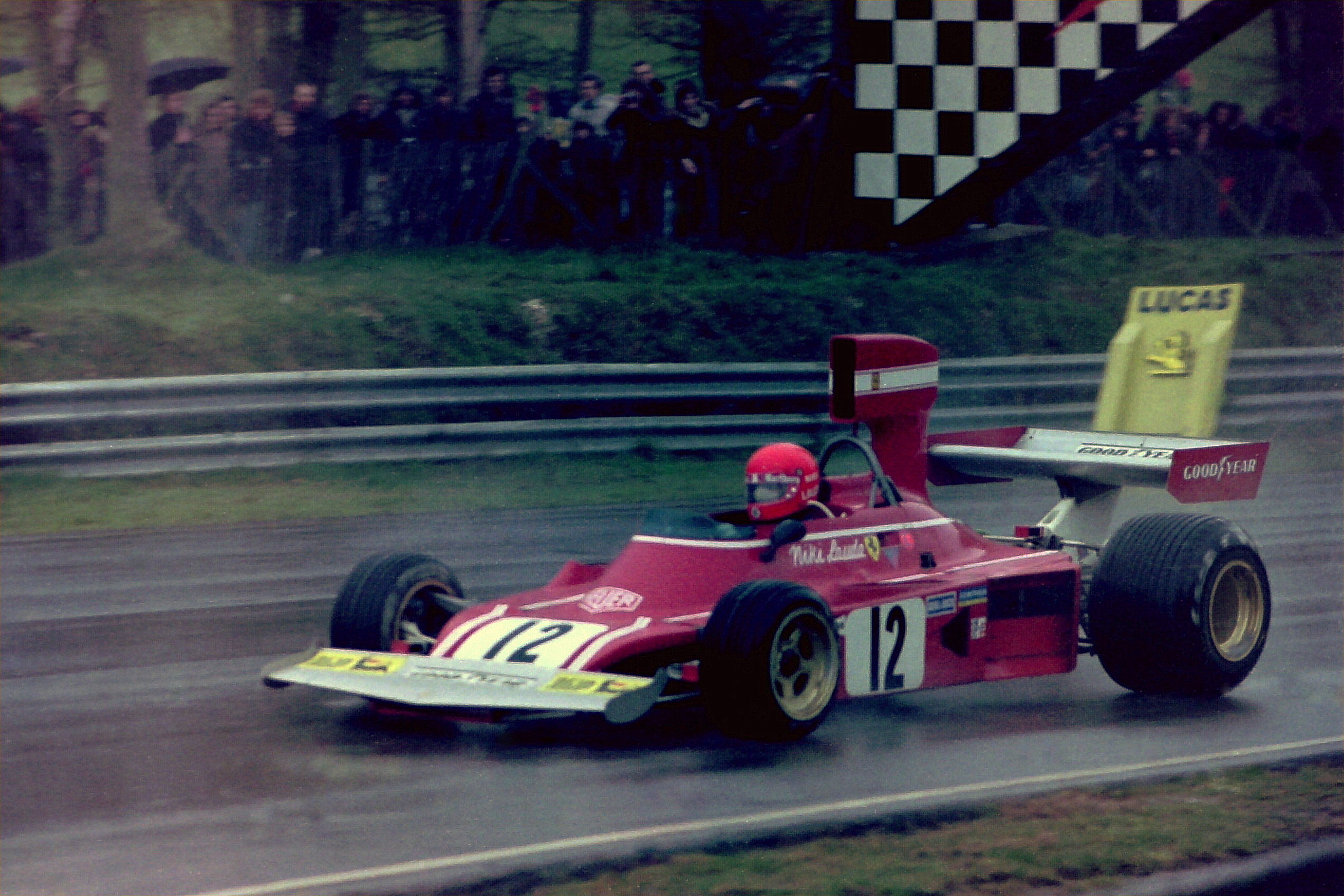
Niki Lauda passò dalla BRM alla Scuderia Ferrari.

Alla Scuderia Ferrari arrivarono due piloti impegnati nella stagione 1973 con la BRM: il ticinese Clay Regazzoni (che aveva corso per la scuderia italiana tra il 1970 e il 1972), e l'austriaco Niki Lauda. Anche la Tyrrell dovette sostituire i due piloti titolati del 1973, a causa della morte di François Cevert e del ritiro di Jackie Stewart: arrivarono Jody Scheckter, dalla McLaren, e Patrick Depailler, già impiegato in un paio di gare nel 1972, che aveva corso nel 1973 in F2.
Carlos Reutemann venne confermato alla Brabham, dove fece l'esordio in F1 il pilota britannico Richard Robarts, proveniente dalla F3. Il nordirlandese John Watson, impiegato nel 1973, trovò un volante ancora con una Brabham, del team privato John Goldie Racing with Hexagon. La BRM presentò un trio di piloti francesi: al confermato Jean-Pierre Beltoise si affiancarono Henri Pescarolo, che nel 1973 aveva corso 3 gare con March e Iso, e François Migault, che nel 1972 aveva esordito in F1 con la Connew.
La scuderia statunitense Shadow modificò la sua coppia di piloti: Peter Revson, che arrivava dalla McLaren, e Jean-Pierre Jarier, che nell'anno precedente era stato impiegato dalla March. Quest'ultimo team schierò due monoposto ufficiali: una per l'esordiente tedesco, figlio d'arte, Hans Joachim Stuck, e una per Howden Ganley, che arrivava dalla Iso-Williams. Il Team Hesketh proseguì a impiegare una March privata, sempre guidata da James Hunt.
La Surtees confermò Carlos Pace e il pilota tedesco Jochen Mass, mentre Arturo Merzario guidava la sola Williams iscritta. La Hill, oltre al veterano Graham Hill, portò l'esordio il britannico Guy Edwards.
Da questa stagione la numerazione dei piloti fu fissata ad inizio campionato. Ad ogni scuderia vennero attribuiti dei numeri, che non cambiavano da gara a gara. Il numero 1, non potendo venir assegnato a Jackie Stewart, campione uscente, ma non ripresentato in campionato, non venne però riservato alla sua ex scuderia, ovvero la Tyrrell, ma venne attribuito al Team Lotus, che aveva vinto la Coppa Costruttori 1973. Fu Ronnie Peterson a fregiarsi del numero 1, unico caso nella storia del mondiale, dall'introduzione dei numeri fissi, in cui tale numero non fu attribuito, per la stagione, a un campione del mondo uscente.

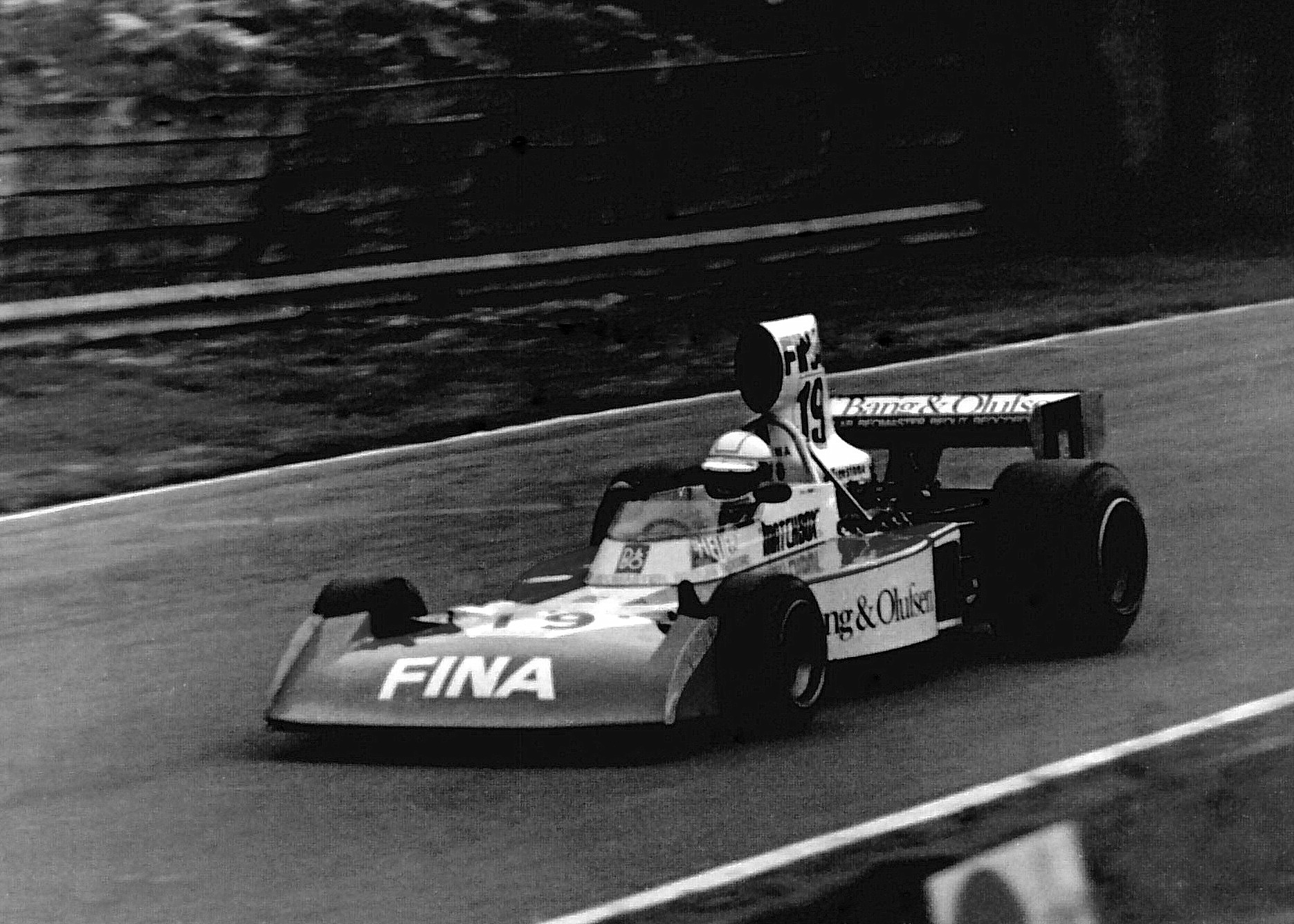
Jochen Mass impegnato nel Gran Premio di Gran Bretagna.

La settimana prima del Gran Premio del Sudafrica il circuito di Kyalami. A causa della rottura di una sospensione della sua Shadow, il pilota statunitense Peter Revson uscì di pista alla Barbecue, alla velocità di circa 200 km/h. La monoposto di infranse contro le barriere e prese fuoco; malgrado l'intervento di Graham Hill, Emerson Fittipaldi, Eddie Keizan e Denny Hulme, poté essere estratto dall'abitacolo solo dopo qualche minuto, e dopo l'arrivo di un mezzo antincendio. Estratto ancora vivo dalla fiamme, ma in gravi condizioni, morì poco prima dell'arrivo in ospedale. Revson aveva disputato 30 gran premi validi per il campionato mondiale di F1, in cui aveva colto due vittorie e una pole position. Revson era il primo pilota a morire in F1, dopo il decesso di François Cevert, avvenuto nelle qualifiche del Gran Premio degli Stati Uniti d'America 1973. La Shadow decise di non partecipare alla gara, in segno di lutto. La gara vide la solita presenza di una pattuglia di scuderie e piloti locali. La  Scribante Lucky Strike Racing utilizzò una McLaren M23 per Dave Charlton e una Lotus 72A per l'esordiente John McNicol (quest'ultimo non parteciperà alle prove in quanto la scuderia preferì concentrarsi sul solo Charlton). Il team Gunston impiegò, invece, due Lotus72E per Paddy Driver (già presente nell'edizione del 1963, anche se non partito) e Ian Scheckter, all'esordio nel campionato, fratello più anziano di Jody, pilota della Tyrrell. Il team Blignaut, sostenuto dall'Embassy, sponsor anche della scuderia di Graham Hill, iscrisse Eddie Keizan, su una Tyrrell 004. A sua volta il team di Hill impiegò una sola vettura, per il solo titolare, lasciando così a piedi Guy Edwards. In compenso la Iso-Williams iscrisse una seconda macchina, guidata dal pilota danese Tom Belsø. Belsø era già stato iscritto a un paio di gare dalla stessa scuderia inglese, nel 1973, senza prendere però parte a nessun gran premio.
La March portò all'esordio in F1 il pilota brianzolo trentaseienne Vittorio Brambilla. Il monzese aveva corso in F2, e aveva anche disputato una gara del Motomondiale 1969, nella classe 500. Brambilla sostituì Howden Ganley.
Dal GP di Spagna Rikky von Opel prese il posto di Richard Robarts alla Brabham. La Shadow sostituì il defunto Peter Revson con Brian Redman. Redman aveva già corso per la scuderia statunitense nel Gran Premio degli Stati Uniti d'America 1973. Alla McLaren Denny Hulme affrontò la gara col numero 56, in luogo del tradizionale 6.
Chris Amon rientrò nel campionato, al volante della propria scuderia. La Trojan affidò la sua unica monoposto a Tim Schenken; l'australiano aveva corso per l'ultima volta nel mondiale nel Gran Premio del Canada 1973, con una Iso-Marlboro. La scuderia privata Finotto iscrisse una Brabham BT42 per il pilota elvetico Silvio Moser. Il pilota, però, fu vittima di un grave incidente nella 1000 km di Monza, corsa pochi giorni prima del gran premio. Le gravi ferite non gli consentirono di prendere parte all'evento e lo portarono al decesso nel maggio del 1974.
Tra gli iscritti alla gara risultava anche il pilota locale Jorge de Bagration, che aveva acquistato una Surtees TS16, grazie al sostegno di una catena di grandi magazzini, El Corte Inglés. De Bagration era figlio della famiglia reale della Georgia, nato a Roma, ma presto trasferito in Spagna. Aveva una certa esperienza sia nella gara di durata che in Formula 2.
Il presidente della Federazione Automobilistica Spagnola (Real Federación Española de Automovilismo) perse però la lista degli iscritti alla gara, che dovette essere così redatta nuovamente, dimenticando però di menzionare de Bagration. Il pilota perse il sostegno del suo sponsor, che anzi negò di averglielo mai dato, e, quando riammesso nella lista, non ebbe più il sostegno economico necessario per partecipare al gran premio.
Nella gara di Nivelles la Brabham ingaggiò una terza vettura, una BT42, affidata al pilota esordiente locale Teddy Pilette, figlio d'arte, dell'ex pilota di F1 André Pilette. Pilette aveva però disputato varie gare non valide come prove di Campionato, al volante sempre di vetture di Formula 5000. Un'altra Brabham venne guidata da Gérard Larrousse, pilota francese, che prese il posto dell'infortunato Silvio Moser alla Scuderia Finotto. Larrousse, anche lui all'esordio, era già stato iscritto, senza prendere parte all'evento, al Gran Premio di Francia 1971, dalla Surtees.
Il terzo esordiente, impegnato nelle qualifiche, fu il finlandese Leo Kinnunen. Iscritto dal team privato AAW Racing Team, guidava una Surtees TS16. Kinnunen, che fu il primo pilota del suo Paese a tentare l'avventura nella massima formula, aveva una certa esperienza nelle gare di durata. Kinnunen fu anche l'ultimo pilota a correre in F1 senza utilizzare un casco integrale. Anche la Token si affidò a un esordiente, il gallese Tom Pryce, pilota di F2 del team Rondel.
Gijs van Lennep sostituì Tom Belsø alla Iso-Marlboro. L'olandese aveva già disputato, nel 1973, tre gare con la scuderia anglo-italiana. L'Ensign, dopo aver saltato i tre precedenti gran premi rientrò in campionato schierando Vern Schuppan. L'australiano non era partito nel Gran Premio del Belgio 1972, al volante di una BRM. Denny Hulme, dopo aver utilizzato il numero 56 nella gara del Jarama, tornò al suo tradizionale numero 6.

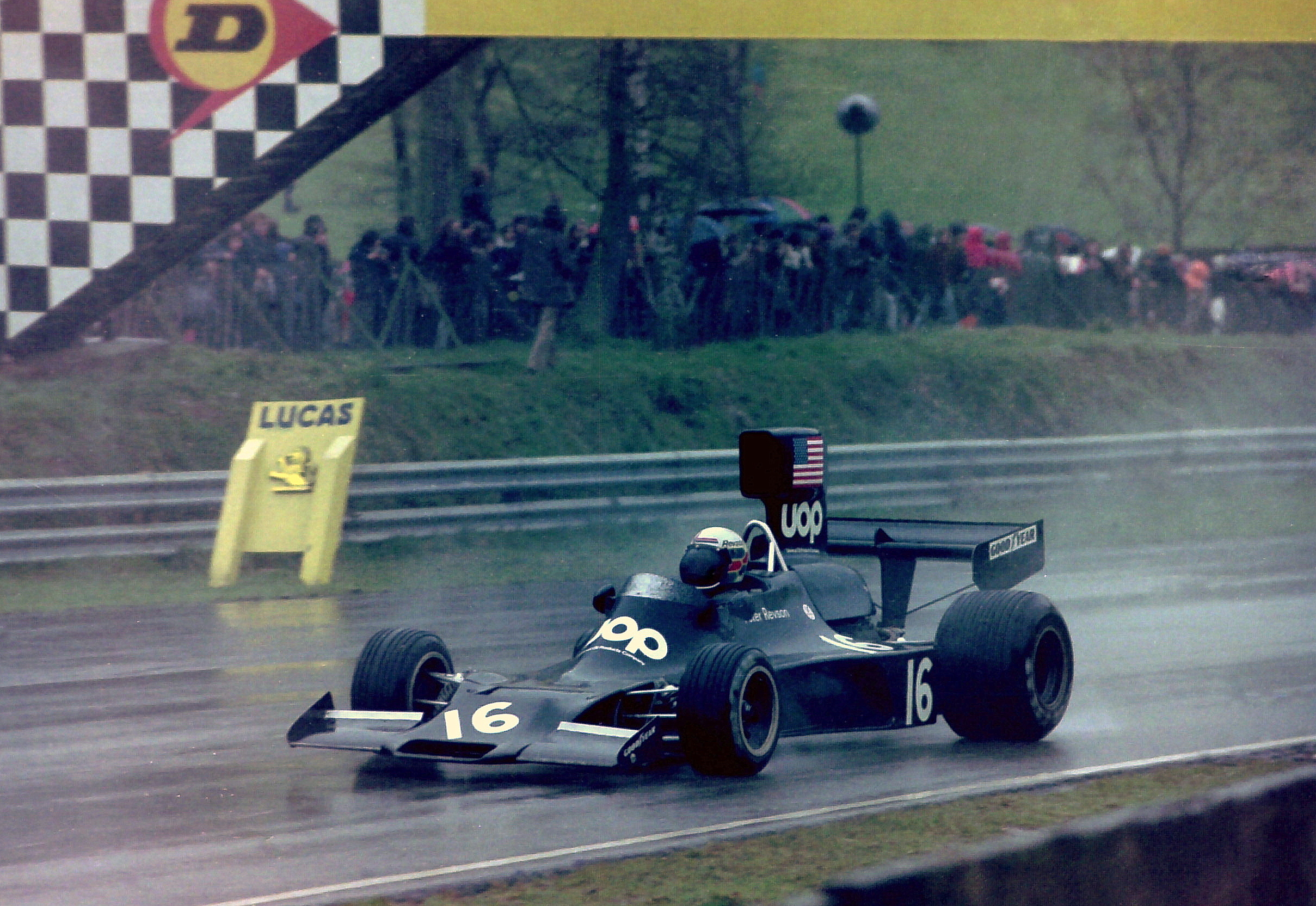
Peter Revson perì in un incidente nel corso di prove sul Circuito di Kyalami, la settimana prima del Gran Premio del Sudafrica.

Dal Gran Premio di Svezia Brian Redman abbandonò di nuovo la Formula 1: al suo posto, in Shadow, venne iscritto il pilota svedese esordiente Bertil Roos, proveniente dalla F2. La Iso-Marlboro portò di nuovo una seconda vettura, affidata al danese Tom Belsø. Si rivide anche la AAW Racing, che utilizzava una Surtees TS16 per Leo Kinnunen.
La BRM non riparò in tempo la vettura di François Migault, che così non prese parte alla gara. Anche la partecipazione di Jean-Pierre Beltoise fu in dubbio, in quanto la polizia francese aveva ritirato la patente per eccesso di velocità.
L'infortunato Hans-Joachim Stuck non poté prendere parte all'evento, tanto da venir rimpiazzato, alla March, con un pilota locale, Reine Wisell. Wisell aveva corso in vari gran premi, tra il 1970 e il 1973, cogliendo anche un terzo posto, all'esordio, nel Gran Premio degli Stati Uniti d'America 1970, con la Lotus.
Nella gara di Zandvoort la Iso-Williams affiancò ad Arturo Merzario il pilota locale Gijs van Lennep, già impiegato nel Gran Premio del Belgio, in luogo di Tom Belsø. La Surtees appiedò Carlos Pace per le critiche che il pilota brasiliano aveva mosso alla competitività della vettura: per questa gara non venne però rimpiazzato da nessun altro pilota.
La Shadow rimpiazzò Bertil Roos col pilota gallese Tom Pryce, che aveva esordito nel massimo campionato nel Gran Premio del Belgio con la Token. Al suo fianco venne confermata la presenza di Jean-Pierre Jarier, infortunatosi nella 24 Ore di Le Mans della settimana precedente. Partecipò alla gara anche Ronnie Peterson, che si era infortunato in alcune prove libere, disputate sul tracciato olandese, la settimana precedente al gran premio.
Alla March si rivide Hans-Joachim Stuck, che prese il posto di Reine Wisell.
Dal Gran Premio di Francia Carlos Pace, dopo essere stato allontanato dalla Surtees, trovò un nuovo ingaggio alla scuderia John Goldie Racing with Hexagon che impiegava una Brabham. Si rivide Gérard Larrousse, impiegato dalla Scuderia Finotto, anche lui su una Brabham privata. Per sostituire Pace la Surtees promosse dalla Formula 2 il pilota francese José Dolhem, all'esordio nel campionato mondiale. Rientrò nel campionato anche la AAW Racing, col solito Leo Kinnunen al volante di una Surtees. La Iso-Williams cambiò ancora il secondo pilota, facendo esordire Jean-Pierre Jabouille, pilota locale che proveniva dalla F2, al posto di Gijs van Lennep. Tentò di rientrare il campionato anche la Token: la scuderia britannica iscrisse Jacques Laffite, che però non prese parte all'evento.
Dalla gara successiva, il Gran Premio di Gran Bretagna, Pace passò alla Brabham ufficiale, in quanto Rikky von Opel aveva deciso di porre termine alla sua carriera automobilistica. Al posto di Pace, alla Hexagon Racing, venne iscritta l'italiana Lella Lombardi, la prima donna a correre nella massima serie dai tempi di Maria Teresa de Filippis, la cui ultima presenza risaliva al Gran Premio di Monaco 1959, in cui non si era qualificata. La Lombardi proveniva dalla Formula 5000, e utilizzò il numero 208, il più alto mai impiegato in una gara valida per il mondiale di Formula 1.
La Iso Marlboro riportò in pista Tom Belsø, che mancava dal Gran Premio di Svezia, in luogo di Jean-Pierre Jabouille. La Surtees decise di sostituire José Dolhem con Derek Bell, che aveva corso il suo ultimo gran premio nel 1972, il Gran Premio degli USA, con la Tecno. La Token del team Harper venne affidata a David Purley, che aveva corso alcune gare con la March nel 1973. La Scuderia Finotto, che utilizzava una Brabham privata, iscrisse l'esordiente Andy Sutcliffe, che però non prese parte nemmeno alle qualifiche. Era in dubbio la presenza di Guy Edwards, pilota della Lola-Hill: soffriva per dei dolori al polso, dovuti a un incidente di pochi giorni prima, in Formula 5000.
Curiosamente i due costruttori all'esordio, la Maki e la Lyncar, affidarono la loro vettura a due piloti neozelandesi: la Maki scelse Howden Ganley, che aveva corso le prime due gare stagionali con una March, e che possedeva una certa esperienza in Formula 1, mentre la Lyncar optò per l'esordiente John Nicholson, che aveva corso due gare fuori campionato, sempre con la Lyncar, a inizio stagione, cogliendo il sesto posto nel BRDC International Trophy. Un altro esordiente fu il pilota britannico Mike Wilds, iscritto dal Dempster International Racing Team, con cui correva in F.5000.
In Germania si rivide Chris Amon, ancora al volante della vettura che portava il suo nome. Il francese Jacques Laffite, iscritto dalla Token al gran premio precedente, ma non partecipante, trovò un ingaggio alla Iso-Williams, al posto di Tom Belsø. Ristabilitosi dall'incidente patito poco prima del Gran Premio di Gran Bretagna, Guy Edwards ritrovò il volante della Lola-Hill.
La Scuderia Finotto, che utilizzava una Brabham, iscrisse il pilota locale Manfred Mohr, che però non prese parte all'evento, esattamente com'era successo a Andy Sutcliffe nella gara precedente. La Token concesse la sua vettura alla scuderia Chequered Flag, che portò Ian Ashley come pilota. Ashley, che aveva esperienze in Formula Ford e in Formula 5000, anche in gare di Formula 1 non valide per il campionato, era all'esordio nel mondiale.
Dalla gara d'Austria Jochen Mass abbandonò la Surtees, assieme allo sponsor Bang & Olufsen; ciò mise in grosse difficoltà finanziarie il team britannico. Venne confermato Derek Bell, come pilota, affiancato dal francese Jean-Pierre Jabouille, che era stato impiegato nelle prove del Gran Premio di Francia dalla Iso-Marlboro, senza però qualificarsi. Grazie però all'appoggio della Memphis International poté iscrivere una terza vettura, per il pilota locale Dieter Quester. Quester era stato iscritto, sempre dalla Surtees, nel Gran Premio di Germania 1971, senza però prendere parte nemmeno alle prove.
Anche l'Ensign aveva perduto l'appoggio del suo principale finanziatore, Teddy Yip, tanto da essere costretta ad appiedare Vern Schuppan, e ingaggiare Mike Wilds, che era stato impiegato dal Dempster International Racing Team nel Gran Premio di Gran Bretagna, in cui però aveva fallito la qualificazione.
L'infortunio di Mike Hailwood costrinse la McLaren a sostituirlo con David Hobbs, che mancava nella massima serie automobilistica dal Gran Premio degli USA 1971; la vettura era stata offerta anche a Mass, che aveva però non era stato liberato dalla Surtees. La BRM decise, per le difficoltà tecniche sperimentate nelle gare precedenti, di portare una sola monoposto, per Jean-Pierre Beltoise. Un altro infortunio, alle caviglie di Guy Edwards, costrinse un'altra scuderia, la Embassy Hill, a utilizzare, al suo posto, Rolf Stommelen. Il tedesco mancava, in campionato, dal Gran Premio del Canada 1973.

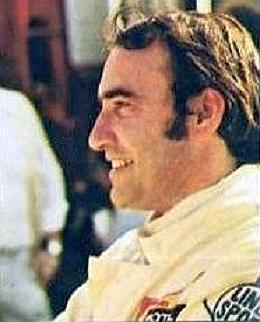
Clay Regazzoni contese il titolo mondiale a Emerson Fittipaldi fino all'ultima gara.

La Iso-Marlboro, ove da inizio stagione vi era stata una vera girandola di piloti, confermò Jacques Laffite assieme a Arturo Merzario, fino al termine del campionato. La Hesketh impiegò, per la prima volta, una seconda monoposto, affidata a Ian Scheckter, fratello di Jody, che aveva esordito nel Gran Premio del Sudafrica, con un team locale. Era stato anche ipotizzato che il sudafricano potesse, nel 1975, essere impiegato stabilmente dal team britannico.
A Monza la Surtees presentò il pilota francese José Dolhem, che prese il posto del connazionale Jean-Pierre Jabouille. Dolhem aveva tentato, senza fortuna, di qualificarsi nel Gran Premio di Francia, sempre al volante di una Surtees. Non venne confermata la terza Surtees per Dieter Quester. La British Racing Motors portò nuovamente in gara tre vetture, con il rientro di François Migault e di Henri Pescarolo. Rientrò nel campionato anche Chris Amon con la sua scuderia omonima.
La Scuderia Finotto iscrisse due Brabham, per due esordienti: l'italiano Carlo Facetti e il francese Jean-Louis Lafosse, anche se l'ingaggio di quest'ultimo venne in seguito abbandonato. Non si presentò più la Token, e non ebbe seguito l'iscrizione del team privato Chequered Flag, che avrebbe dovuto impiegare Ian Ashley, pilota in uscita proprio della Token.
Dal Canada Chris Amon, dopo la chiusura della sua scuderia, trovò un ingaggio alla BRM, al posto di Henri Pescarolo, che non trovava sufficientemente competitiva la monoposto. La BRM licenziò, inoltre, François Migault, e finì così per schierare due sole monoposto. Ian Ashley venne ripresentato dalla scuderia privata Chequered Flag, dopo aver mancato la gara di Monza. Un altro team privato, Team Canada F1 Racing e iscrisse il pilota locale Eppie Wietzes. Questi aveva corso il Gran Premio del Canada 1967, al volante di una Lotus.
La Surtees sostituì José Dolhem con il pilota austriaco Helmuth Koinigg, che aveva tentato, senza successo, di qualificarsi nel suo gran premio nazionale con una Brabham della Scuderia Finotto. Nell'ultima gara della stagione, a Watkins Glen la Lotus portò una terza vettura, per Tim Schenken, che in stagione era stato impiegato in diverse occasioni dalla Trojan. Alla Surtees venne confermato Helmuth Koinigg, mentre Derek Bell venne rimpiazzato con José Dolhem, pilota impiegato nei Gran Premi di Francia e Italia. Non si ripresentò più il Team Canada F1 Racing.

### Tabella riassuntiva
I seguenti piloti e costruttori presero parte al campionato del mondo di Formula 1 nella stagione 1974.
| Team                               | Costruttore   | Telai       | Motore              | Gomme | No  | Piloti                |
| ---------------------------------- | ------------- | ----------- | ------------------- | ----- | --- | --------------------- |
| John Player Team Lotus             | Lotus         | 72E 76      | Ford Cosworth DFV   | G     | 1   | Ronnie Peterson       |
| John Player Team Lotus             | Lotus         | 72E 76      | Ford Cosworth DFV   | G     | 2   | Jacky Ickx            |
| John Player Team Lotus             | Lotus         | 72E 76      | Ford Cosworth DFV   | G     | 31  | Tim Schenken          |
| ELF Tyrrell Racing Team            | Tyrrell       | 005 006 007 | Ford Cosworth DFV   | G     | 3   | Jody Scheckter        |
| ELF Tyrrell Racing Team            | Tyrrell       | 005 006 007 | Ford Cosworth DFV   | G     | 4   | Patrick Depailler     |
| Texaco McLaren                     | McLaren       | M23         | Ford Cosworth DFV   | G     | 5   | Emerson Fittipaldi    |
| Texaco McLaren                     | McLaren       | M23         | Ford Cosworth DFV   | G     | 6   | Denny Hulme           |
| Texaco McLaren                     | McLaren       | M23         | Ford Cosworth DFV   | G     | 56  | Denny Hulme           |
| Yardley Team McLaren               | McLaren       | M23         | Ford Cosworth DFV   | G     | 33  | Mike Hailwood         |
| Yardley Team McLaren               | McLaren       | M23         | Ford Cosworth DFV   | G     | 33  | David Hobbs           |
| Yardley Team McLaren               | McLaren       | M23         | Ford Cosworth DFV   | G     | 33  | Jochen Mass           |
| Motor Racing Developments          | Brabham       | BT42 BT44   | Ford Cosworth DFV   | G     | 7   | Carlos Reutemann      |
| Motor Racing Developments          | Brabham       | BT42 BT44   | Ford Cosworth DFV   | G     | 8   | Richard Robarts       |
| Motor Racing Developments          | Brabham       | BT42 BT44   | Ford Cosworth DFV   | G     | 8   | Rikky von Opel        |
| Motor Racing Developments          | Brabham       | BT42 BT44   | Ford Cosworth DFV   | G     | 8   | Carlos Pace           |
| Motor Racing Developments          | Brabham       | BT42 BT44   | Ford Cosworth DFV   | G     | 34  | Teddy Pilette         |
| March Engineering                  | March         | 741         | Ford Cosworth DFV   | G     | 9   | Hans-Joachim Stuck    |
| March Engineering                  | March         | 741         | Ford Cosworth DFV   | G     | 9   | Reine Wisell          |
| March Engineering                  | March         | 741         | Ford Cosworth DFV   | G     | 10  | Howden Ganley         |
| March Engineering                  | March         | 741         | Ford Cosworth DFV   | G     | 10  | Vittorio Brambilla    |
| Scuderia Ferrari SEFAC SpA         | Ferrari       | 312B3       | Ferrari Tipo 001/11 | G     | 11  | Clay Regazzoni        |
| Scuderia Ferrari SEFAC SpA         | Ferrari       | 312B3       | Ferrari Tipo 001/11 | G     | 12  | Niki Lauda            |
| Team Motul BRM                     | BRM           | P160E P201  | BRM P142            | F     | 14  | Jean-Pierre Beltoise  |
| Team Motul BRM                     | BRM           | P160E P201  | BRM P142            | F     | 15  | Henri Pescarolo       |
| Team Motul BRM                     | BRM           | P160E P201  | BRM P142            | F     | 15  | Chris Amon            |
| Team Motul BRM                     | BRM           | P160E P201  | BRM P142            | F     | 37  | François Migault      |
| UOP Shadow Racing Team             | Shadow        | DN1 DN3     | Ford Cosworth DFV   | G     | 16  | Peter Revson          |
| UOP Shadow Racing Team             | Shadow        | DN1 DN3     | Ford Cosworth DFV   | G     | 16  | Brian Redman          |
| UOP Shadow Racing Team             | Shadow        | DN1 DN3     | Ford Cosworth DFV   | G     | 16  | Bertil Roos           |
| UOP Shadow Racing Team             | Shadow        | DN1 DN3     | Ford Cosworth DFV   | G     | 16  | Tom Pryce             |
| UOP Shadow Racing Team             | Shadow        | DN1 DN3     | Ford Cosworth DFV   | G     | 17  | Jean-Pierre Jarier    |
| Bang & Olufsen Team Surtees        | Surtees       | TS16        | Ford Cosworth DFV   | F     | 18  | Carlos Pace           |
| Bang & Olufsen Team Surtees        | Surtees       | TS16        | Ford Cosworth DFV   | F     | 18  | José Dolhem           |
| Bang & Olufsen Team Surtees        | Surtees       | TS16        | Ford Cosworth DFV   | F     | 18  | Derek Bell            |
| Bang & Olufsen Team Surtees        | Surtees       | TS16        | Ford Cosworth DFV   | F     | 19  | Jochen Mass           |
| Bang & Olufsen Team Surtees        | Surtees       | TS16        | Ford Cosworth DFV   | F     | 19  | Jean-Pierre Jabouille |
| Bang & Olufsen Team Surtees        | Surtees       | TS16        | Ford Cosworth DFV   | F     | 19  | José Dolhem           |
| Bang & Olufsen Team Surtees        | Surtees       | TS16        | Ford Cosworth DFV   | F     | 19  | Helmuth Koinigg       |
| Bang & Olufsen Team Surtees        | Surtees       | TS16        | Ford Cosworth DFV   | F     | 30  | Dieter Quester        |
| Frank Williams Racing Cars         | Iso-Marlboro  | FW          | Ford Cosworth DFV   | F     | 20  | Arturo Merzario       |
| Frank Williams Racing Cars         | Iso-Marlboro  | FW          | Ford Cosworth DFV   | F     | 20  | Richard Robarts       |
| Frank Williams Racing Cars         | Iso-Marlboro  | FW          | Ford Cosworth DFV   | F     | 21  | Tom Belsø             |
| Frank Williams Racing Cars         | Iso-Marlboro  | FW          | Ford Cosworth DFV   | F     | 21  | Gijs van Lennep       |
| Frank Williams Racing Cars         | Iso-Marlboro  | FW          | Ford Cosworth DFV   | F     | 21  | Jean-Pierre Jabouille |
| Frank Williams Racing Cars         | Iso-Marlboro  | FW          | Ford Cosworth DFV   | F     | 21  | Jacques Laffite       |
| Team Ensign                        | Ensign        | MN174       | Ford Cosworth DFV   | F     | 22  | Rikky von Opel        |
| Team Ensign                        | Ensign        | MN174       | Ford Cosworth DFV   | F     | 22  | Vern Schuppan         |
| Team Ensign                        | Ensign        | MN174       | Ford Cosworth DFV   | F     | 22  | Mike Wilds            |
| Team Ensign                        | Ensign        | MN174       | Ford Cosworth DFV   | F     | 25  | Mike Wilds            |
| Chris Amon Racing                  | Amon          | AF101       | Ford Cosworth DFV   | F     | 22  | Chris Amon            |
| Chris Amon Racing                  | Amon          | AF101       | Ford Cosworth DFV   | F     | 30  | Chris Amon            |
| Chris Amon Racing                  | Amon          | AF101       | Ford Cosworth DFV   | F     | 30  | Larry Perkins         |
| Team Scribante Lucky Strike Racing | McLaren       | M23         | Ford Cosworth DFV   | G     | 23  | Dave Charlton         |
| Team Scribante Lucky Strike Racing | McLaren       | M23         | Ford Cosworth DFV   | G     | 25  | John McNicol          |
| Trojan Tauranac Racing             | Trojan        | T103        | Ford Cosworth DFV   | F     | 23  | Tim Schenken          |
| Trojan Tauranac Racing             | Trojan        | T103        | Ford Cosworth DFV   | F     | 29  | Tim Schenken          |
| Trojan Tauranac Racing             | Trojan        | T103        | Ford Cosworth DFV   | F     | 41  | Tim Schenken          |
| AAW Racing                         | Surtees       | TS16        | Ford Cosworth DFV   | F     | 23  | Leo Kinnunen          |
| AAW Racing                         | Surtees       | TS16        | Ford Cosworth DFV   | F     | 43  | Leo Kinnunen          |
| AAW Racing                         | Surtees       | TS16        | Ford Cosworth DFV   | F     | 44  | Leo Kinnunen          |
| Hesketh Racing                     | March Hesketh | 731 P308    | Ford Cosworth DFV   | F     | 24  | James Hunt            |
| Hesketh Racing                     | March Hesketh | 731 P308    | Ford Cosworth DFV   | F     | 31  | Ian Scheckter         |
| Maki Engineering                   | Maki          | F101        | Ford Cosworth DFV   | F     | 25  | Howden Ganley         |
| Scuderia Finotto                   | Brabham       | BT42        | Ford Cosworth DFV   | F G   | 25  | Silvio Moser          |
| Scuderia Finotto                   | Brabham       | BT42        | Ford Cosworth DFV   | F G   | 25  | Gérard Larrousse      |
| Scuderia Finotto                   | Brabham       | BT42        | Ford Cosworth DFV   | F G   | 29  | Manfred Mohr          |
| Scuderia Finotto                   | Brabham       | BT42        | Ford Cosworth DFV   | F G   | 32  | Helmuth Koinigg       |
| Scuderia Finotto                   | Brabham       | BT42        | Ford Cosworth DFV   | F G   | 32  | Jean-Louis Lafosse    |
| Scuderia Finotto                   | Brabham       | BT42        | Ford Cosworth DFV   | F G   | 31  | Carlo Facetti         |
| Scuderia Finotto                   | Brabham       | BT42        | Ford Cosworth DFV   | F G   | 41  | Andy Sutcliffe        |
| Scuderia Finotto                   | Brabham       | BT42        | Ford Cosworth DFV   | F G   | 43  | Gérard Larrousse      |
| Embassy Racing with Hill           | Lola          | T370        | Ford Cosworth DFV   | F     | 26  | Graham Hill           |
| Embassy Racing with Hill           | Lola          | T370        | Ford Cosworth DFV   | F     | 27  | Guy Edwards           |
| Embassy Racing with Hill           | Lola          | T370        | Ford Cosworth DFV   | F     | 27  | Peter Gethin          |
| Embassy Racing with Hill           | Lola          | T370        | Ford Cosworth DFV   | F     | 27  | Rolf Stommelen        |
| John Goldie with Exagon Racing     | Brabham       | BT42 BT44   | Ford Cosworth DFV   | F     | 28  | John Watson           |
| John Goldie with Exagon Racing     | Brabham       | BT42 BT44   | Ford Cosworth DFV   | F     | 34  | Carlos Pace           |
| Team Gunston                       | Lotus         | 72E         | Ford Cosworth DFV   | G     | 29  | Ian Scheckter         |
| Team Gunston                       | Lotus         | 72E         | Ford Cosworth DFV   | G     | 30  | Paddy Driver          |
| Escuderia Calvo Sotello            | Surtees       | TS16        | Ford Cosworth DFV   | F     | 29  | Jorge de Bagration    |
| Pinch Plant Ltd.                   | Lyncar        | 006         | Ford Cosworth DFV   | F     | 29  | John Nicholson        |
| Blignaut Embassy Racing S.Afr.     | Tyrrell       | 004         | Ford Cosworth DFV   | F     | 32  | Eddie Keizan          |
| Dempster Intern. Rac. Team         | March         | 731         | Ford Cosworth DFV   | F     | 35  | Mike Wilds            |
| The Chequered Flag                 | Brabham       | BT42        | Ford Cosworth DFV   | G     | 35  | Ian Ashley            |
| The Chequered Flag                 | Brabham       | BT42        | Ford Cosworth DFV   | G     | 42  | Ian Ashley            |
| Token Racing                       | Token         | RJ02        | Ford Cosworth DFV   | F     | 32  | Ian Ashley            |
| Token Racing                       | Token         | RJ02        | Ford Cosworth DFV   | F     | 35  | Ian Ashley            |
| Token Racing                       | Token         | RJ02        | Ford Cosworth DFV   | F     | 42  | Tom Pryce             |
| Token Racing                       | Token         | RJ02        | Ford Cosworth DFV   | F     | 42  | Jacques Laffite       |
| Token Racing                       | Token         | RJ02        | Ford Cosworth DFV   | F     | 42  | David Purley          |
| Team Canada Formula 1              | Brabham       | BT42        | Ford Cosworth DFV   | G     | 50  | Eppie Wietzes         |
| Parnelli Jones Racing              | Parnelli      | VPJ4        | Ford Cosworth DFV   | F     | 55  | Mario Andretti        |
| Penske Cars                        | Penske        | PC1         | Ford Cosworth DFV   | G     | 66  | Mark Donohue          |
| Allied Polymer Group               | Brabham       | BT42        | Ford Cosworth DFV   | G     | 208 | Lella Lombardi        |

## Circuiti e gare
Per la prima volta il Gran Premio di Francia si effettuò sul Circuito di Digione, localizzato nei pressi di Prenois, sobborgo della città della Borgogna. Circuito corto, poco più lungo di 3 kilometri, dotato di infrastrutture non di ampie dimensioni, presentava un lungo rettilineo, e una zona mista, che riportava al rettilineo di partenza. Era il sesto circuito diverso a ospitare un'edizione del Gran Premio di Francia, valida quale prova del campionato del mondo (dopo Reims, Rouen, Clermont-Ferrand, Le Mans e Le Castellet.
Niki Lauda criticò il tracciato, definendolo "stupido", perché non permetteva di creare grossi distacchi, pur meglio preparando la vettura.
Nella solita alternanza tra circuiti britannici, toccò al Circuito di Brands Hatch ospitare l'edizione del 1974 del Gran Premio di Gran Bretagna. Era la sesta volta che ciò accadeva. Il tracciato aveva già ospitato una gara di Formula 1 nell'anno, non valida quale prova del campionato mondiale, il BRDC International Trophy, vinta da James Hunt su Hesketh.
Il titolo onorifico di Gran Premio d'Europa andò al Gran Premio di Germania.

## Riassunto della stagione

### Gran Premio d'Argentina

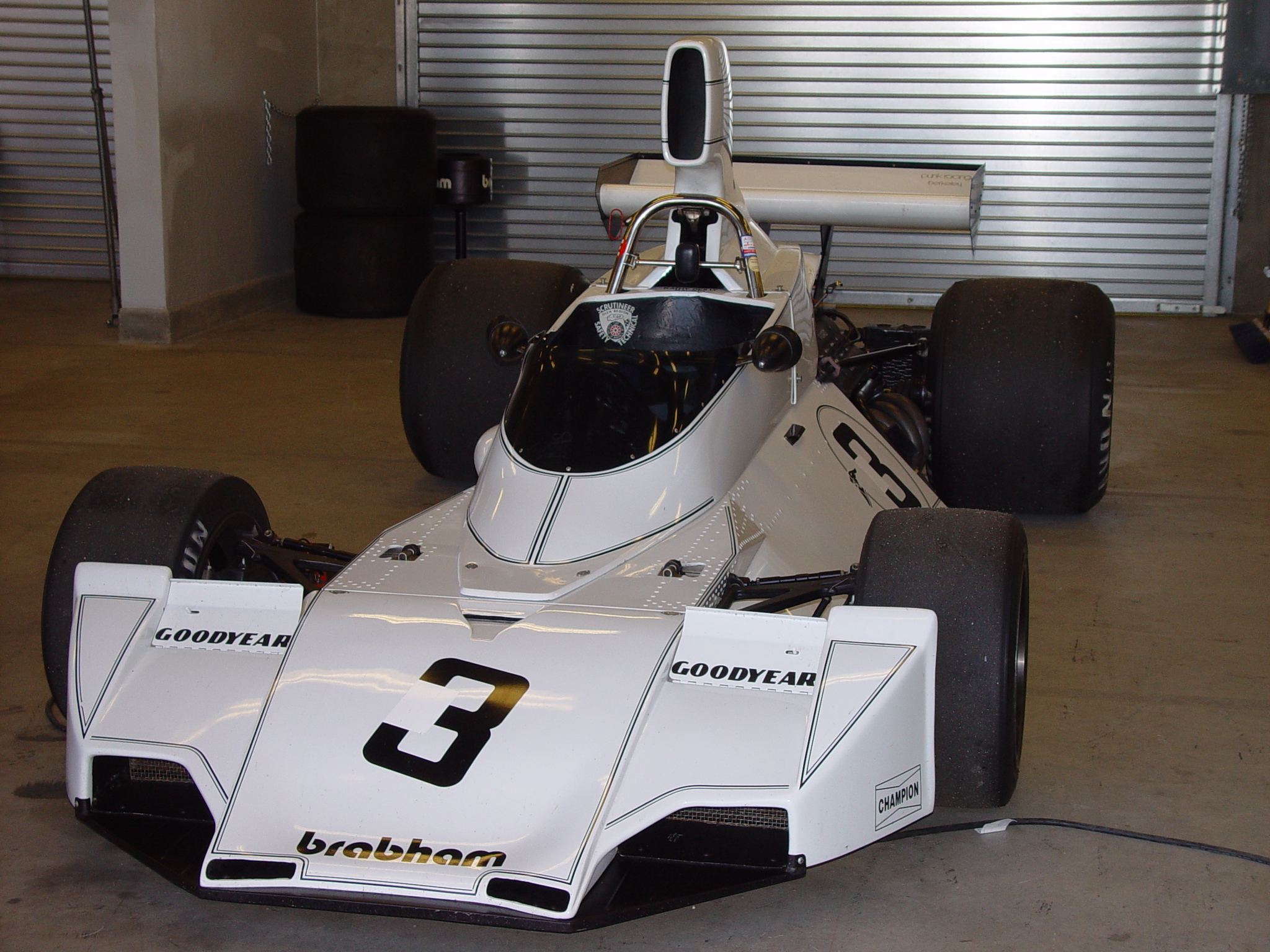
La Brabham fece esordire in Argentina il nuovo modello BT44.

Alla partenza Ronnie Peterson mantenne il comando, precedendo James Hunt e Carlos Reutemann, autori di un buon avvio. Più dietro Peter Revson urtò la vettura di Mike Hailwood, partendo poi di traverso sul tracciato, provocando il caos alla Esse Del Cervo. Molti piloti dovettero evitare l'impatto con la vettura di Revson, con Clay Regazzoni che andò in testacoda, mentre l'altro pilota della Shadow, Jean-Pierre Jarier, non poté evitare il contatto con Revson. Il francese fu costretto all'abbandono; poco dopo anche Revson fu costretto a ritirarsi. Nel corso del primo giro Hunt attaccò Peterson all'Entrado, ma a causa di un errore, finì in testacoda, e venne passato da tutti gli altri piloti.
Peterson guidava, al termine del primo giro, davanti a Reutmann, Fittpaldi, Hailwood, Ickx, Hulme e Pace. Il comando della gara cambiò al terzo giro, quando Reutemann superò Peterson. Al quarto passaggio Emerson Fittipaldi fu costretto ai box per un problema con una candela e, poco dopo, Hulme passò Jacky Ickx. Il neozelandese, al settimo giro, passò anche Hailwood, mentre Niki Lauda entrò in zona punti, passando Pace.
Al giro 8 Mike Hailwood cedette ancora una posizione, a Ickx. Peterson si trovava in grave difficoltà con gli pneumatici, e venne passato da Hulme, che così scalo secondo. Nei giri successivi lo svedese della Lotus dovette cedere anche a Hailwood, Lauda e Pace. L'austriaco passò subito il pilota della McLaren, ponendosi quarto, alle spalle di Carlos Reutemann, Denny Hulme e Ickx.
Al ventiduesimo giro Pace fu costretto al ritiro, per un guasto al motore; ciò consentì a Regazzoni, che dopo il problema al via era sceso lontano dai primi, di scalare settimo. Al ventisettesimo giro Ickx, vittima di una foratura lenta, venne passato da Lauda. Il belga, poi costretto ai box, ripartì solo tredicesimo. La classifica era sempre comandata dal pilota di casa Reutemann, davanti a Hulme, Lauda, Hailwood, Peterson, Regazzoni e Jean-Pierre Beltoise.
Al trentaduesimo giro Regazzoni, nella parte più lenta del tracciato, prese la quinta piazza a Peterson, sempre penalizzato dagli pneumatici. Dopo tre giri l'elvetico ebbe la meglio anche su Mike Hailwood. Peterson, intanto, dovette cedere altre posizioni, uscendo definitivamente dalla zona dei punti. Per il battistrada, Reutemann, ci fu la rottura della presa d'aria, posta sopra la testa del pilota. La presa restava fissata sul telaio, ma rischiava di cadere sul capo del pilota. Questo inconveniente rendeva meno performante la Brabham, ciò che consentiva a Hulme di ridurre il margine di distacco dal primo.
Negli ultimi giri Reutemann dovette far fronte anche a una mancanza di carburante. Nel pre-gara, infatti, i meccanici avevano dovuto risolvere un problema a un mozzo di ruota, cosa che non aveva permesso loro di completare correttamente l'approvvigionamento del carburante. Al giro 52 Hulme passò l'argentino, che cercava solo di completare la gara.
Nell'ultimo giro Reutemann fu costretto a fermarsi, venendo classificato solo settimo. Hulme ottenne la sua ottava, e ultima, vittoria nel campionato mondiale di F1. Il neozelandese precedette le due Ferrari di Niki Lauda, al primo podio nel mondiale, e Clay Regazzoni. Patrick Depailler, sesto, ottenne il suo primo punto iridato.

### Gran Premio del Brasile
Il segnale del via venne dato con un certo anticipo, cosa che provocò una certa confusione. Carlos Reutemann prese il comando alla prima curva, seguito da Ronnie Peterson, Emerson Fittipaldi e Clay Regazzoni. Lauda si trovò, dopo una partenza non perfetta, in mezzo al plotone, mentre Arturo Merzario venne penalizzato da un problema al motore.
La gara di Lauda terminò al terzo giro, per un guasto a una valvola del propulsore. Al quarto giro Peterson passò Reutemann che, poco dopo, dovette cedere anche la seconda piazza a Fittipaldi. L'argentino aveva rovinato gli pneumatici alla partenza, e fu così costretto a cedere anche a Regazzoni, al nono giro.
Al decimo giro anche Jacky Ickx passò Reutemann, mentre Revson, prossimo a passare il pilota della Brabham, fu costretto all'abbandono, per il surriscaldamento del motore della sua Shadow. In testa Peterson riusciva a contenere a malapena i tentativi di sorpasso di Fittipaldi; lo svedese era vittima di una foratura lenta, che lo rallentava.
Al sedicesimo giro, approfittando del doppiaggio di Merzario, Fittipaldi passò Peterson, e s'involò al comando della gara. Al ventesimo giro Ronnie Peterson fu costretto infine ai box per sostituire la gomma che si stava afflosciando. Ripartì decimo. La classifica vedeva, alle spalle di Fittipaldi, Clay Regazzoni (a quindici secondi dal battistrada), poi Jacky Ickx, Carlos Pace, Mike Hailwood e Carlos Reutemann.
Peterson proseguiva la sua rimonta. Dopo aver passato Jody Scheckter al giro 23, passò anche Hans-Joachim Stuck, il giro successivo, ponendosi nuovamente ai margini della zona dei punti. Due giri dopo Stuck fu costretto al ritiro, per un problema tecnico. Al giro 29 Peterson sfruttò ancora gli pneumatici in crisi di Reutemann per passare l'argentino, e divenne sesto.
Attorno al trentesimo giro la pista fu colpita da un forte temporale, che rese il tracciato impraticabile. Pur con le scuderie pronte a passare alle gomme da bagnato, la direzione di corsa decise di concludere la gara anzitempo. All'inizio del trentaduesimo giro venne esposta la bandiera rossa, al passaggio di Jacky Ickx sul traguardo. Fittipaldi e Regazzoni, che erano già passati sul traguardo, procedettero ancora lentamente, e al termine del giro da loro già iniziato, si videro esposta la bandiera a scacchi.
Per Emerson Fittipaldi fu la decima vittoria, in una gara valida per il mondiale di F1. Regazzoni e Ickx completarono il podio.

### Gran Premio del Sudafrica
Niki Lauda, Carlos Reutemann e Clay Regazzoni si trovarono quasi appaiati alla Crowthorne, prima curva del gran premio, mentre Carlo Pace e Arturo Merzario vennero risucchiati più dietro. Lauda fu capace di mantenere il comando, davanti all'argentino e al compagno di team, che fu costretto anche a mettere due ruote fuori dall'asfalto. Jacky Ickx colpì il suo compagno di scuderia, Ronnie Peterson, che finì in testacoda nella sabbia. Lo svedese sfiorò il contatto con Jochen Mass, che a sua volta aveva toccato Pescarolo.
Lauda conduceva davanti a Reutemann, Regazzoni, Scheckter, Hunt, Fittipaldi, Hailwood e Depailler. Hunt, malgrado delle vibrazioni della sua Hesketh, era capace di rintuzzare gli attacchi di Fittipaldi e Hailwood. Al giro dieci cambiò il leader di gara, con Reutemann che passò Lauda sul rettilineo d'arrivo.
Al quattordicesimo giro James Hunt fu costretto all'abbandono a causa della rottura del cardano della trasmissione. Jody Scheckter era messo sotto pressione da Emerson Fittipaldi, che passò il pilota di casa al giro 21. Il sudafricano, a causa di un errore nella cambiata, dovette cedere ancora una posizione, a Mike Hailwood, nel giro successivo. Nei giri successivi le posizioni nei punti restarono congelate, mentre si accese la lotta per l'ottava piazza, con Merzario passato da Denny Hulme e Jean-Pierre Beltoise.
Al quarantesimo giro Hulme, per degli pneumatici usurati, cedette la posizione, ottava, a Beltoise. Il francese, al giro 44, passò anche Patrick Depailler. La rimonta del pilota della BRM proseguì sorpassando anche Scheckter, anche lui limitato dalle gomme. Al giro 49 Mike Hailwood prese la quarta posizione a Fittipaldi.
Al cinquantacinquesimo passaggio Depailler entrò nella zona punti, superando Scheckter. Il problema della gomme costò poi a Hulme due posizioni, passato da Stuck e Merzario. Al giro 58 Beltoise superò Fittipaldi, per il quinto posto. Il brasiliano, nei giri seguenti, venne messo sotto pressione da Depailler e Scheckter. Fittipaldi dovette cedere a Depailler, al giro 63, mentre, il giro seguente, Beltoise ebbe la meglio su Hailwood. Difficoltà tecniche costarono due posizioni a Scheckter, passato da Stuck e Merzario.
Al giro 65 terminò la gara di Regazzoni, comodo terzo, che, a causa di un problema alla pressione dell'olio del motore, fu costretto a rientrare ai box. Beltoise scalò terzo, alle spalle di Carlos Reutemann e Niki Lauda. Tre giri dopo i problemi tecnici di Fittipaldi permisero a Merzario di scalare settimo.
La gara di Lauda finì al giro 75, per un problema all'iniezione. Carlos Reutemann riportò il primo successo nel mondiale, seguito da Jean-Pierre Beltoise (all'ultimo podio per la BRM) e Mike Hailwood. Completarono la zona dei punti Patrick Depailler, Hans-Joachim Stuck e Arturo Merzario. Quella di Reutemann fu la prima vittoria di un pilota argentino, dal successo di Juan Manuel Fangio nel Gran Premio di Germania 1957, e la prima per la Brabham dal Gran Premio del Sudafrica 1970.

### Gran Premio di Spagna

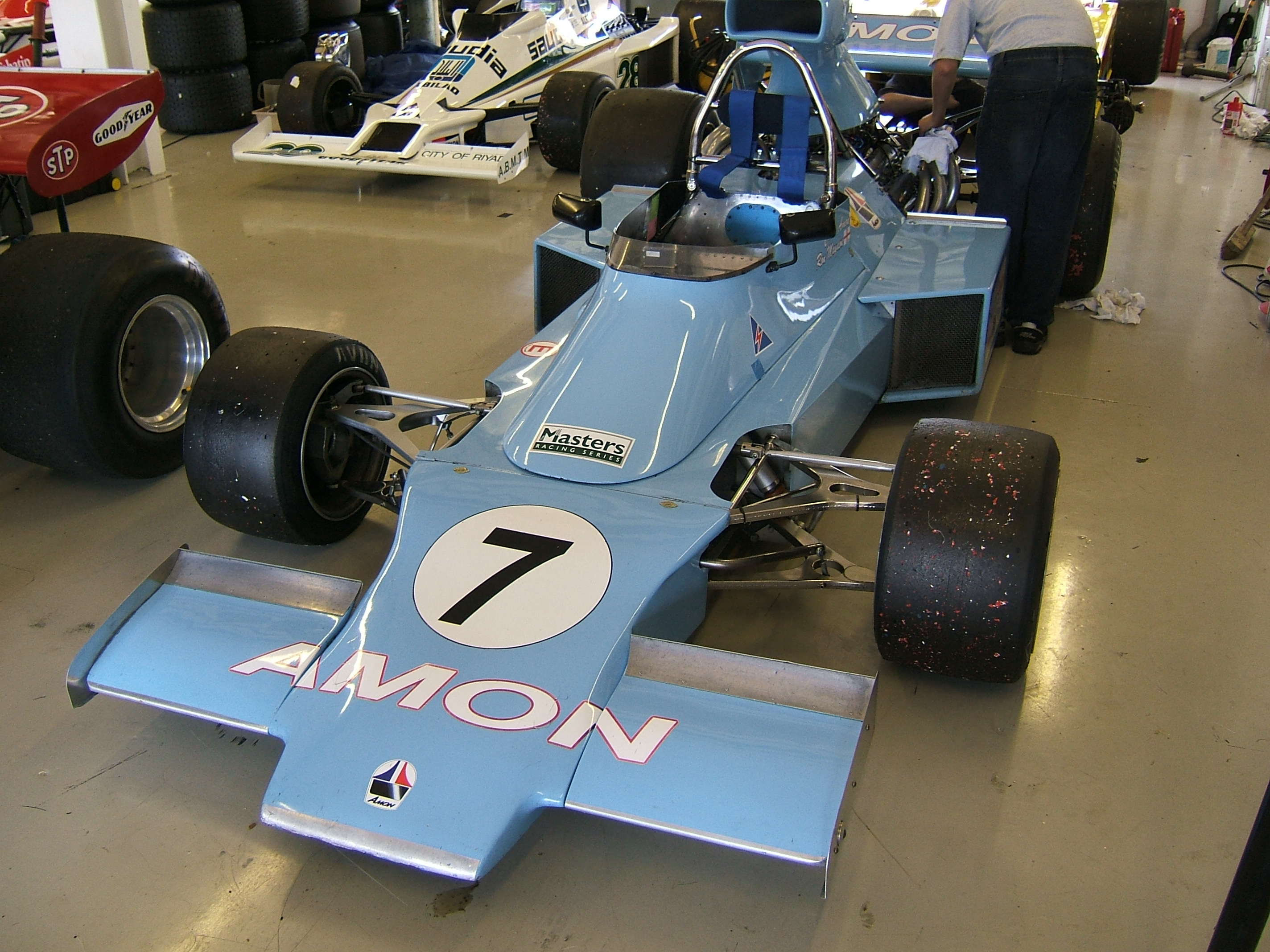
Il Gran Premio di Spagna vide l'esordio nel mondiale per la vettura costruita da Chris Amon.

Al via Ronnie Peterson pattinò leggermente, ma riuscì a prevalere sulle due Ferrari di Niki Lauda e Clay Regazzoni. Alle spalle dei due piloti ferraristi vi erano Jacky Ickx, Emerson Fittipaldi, Arturo Merzario, Jody Scheckter e Carlos Reutemann. Già al secondo giro Schcketer passò Merzario, mentre Jarier colse il nono posto, passando Hunt. Il britannico, al giro 4, cedette anche a Denny Hulme.
Al nono passaggio Reutemann effettuò un'escursione di pista, scendendo in diciassettesima posizione. Poco dopo la pioggia cessò: Peterson comandava con due secondi di margine su Lauda, seguivano poi Regazzoni, Ickx, Fittipaldi, Scheckter, Merzario e Hulme. All'undicesimo giro Scheckter ebbe la meglio su Fittipaldi, la cui McLaren scontava dei problemi tecnici. Peggio andava per un'altra McLaren, quella di Hulme, che fu costretto a una sosta ai box per controllare l'efficienza della monoposto, danneggiata al via da un contatto con Reutemann. L'argentino, dopo un'altra uscita di pista, fu costretto al ritiro.
Al giro 14 Jean-Pierre Jarier fu costretto ai box da un problema tecnico: la lunga sosta lo fece precipitare in ultima posizione. La pista, nel frattempo, si asciugava. Il primo a fermarsi fu Hans-Joachim Stuck, che era ottavo. Toccò poi a Regazzoni e Fittipaldi, col ticinese che mantenne il vantaggio sul brasiliano, che rientrò, invece, alle spalle di Stuck. Al ventunesimo passaggio si fermò anche il leader della corsa, Ronnie Peterson. La sosta era dovuta non solo all'esigenza di montare gomme da asciutto, ma anche per controllare il motore della sua Lotus. Nello stesso giro si fermarono anche Scheckter e Hunt.
Niki Lauda si trovò al comando, davanti a Ickx, Merzario e Regazzoni, che aveva appena passato Brian Redman. Seguivano Schenken, Depailler e Stuck. Al giro 23 l'austriaco si fermò ai box, per il cambio delle gomme, impiegando 35 secondi. Nello stesso passaggio si fermarono anche Merzario e Depailler. Al ventiquattresimo giro vi fu l'abbandono per Ronnie Peterson, per un problema al motore. L'altro pilota della Lotus, Ickx, ormai al comando, attese il giro 25, ma la lunghezza della sosta gli fece perdere diverse posizioni. Si ritrovarono al comando le due Ferrari di Lauda e Regazzoni, seguite da Tim Schenken, che cambiò le gomme al giro 26, lasciando la terza posizione a Stuck. Seguivano poi Merzario, Fittipaldi e Mass. Scheckter era settimo, precedendo Pace. Ickx abbandonò la gara al giro 28, mentre Mass, per un guasto al cambio, dovette rinunciare a proseguire, al trentaseiesimo passaggio.
Al trentottesimo giro Merzario uscì di pista nella zona Pegaso: la sua Iso atterrò oltre le barriere, ferendo quattro fotografi. Il pilota uscì invece indenne dall'abitacolo. Lauda comandava con circa 25 secondi di margine su Regazzoni, seguivano poi Stuck, Fittipaldi, Scheckter e Hunt. Fittipaldi, dopo il miglior giro in gara, passò Stuck, entrando sul podio virtuale, al giro sessanta.
Le Ferrari controllavano la gara agevolmente, tanto da doppiare tutti gli altri concorrenti. Al sessantottesimo giro Hulme entrò in zona punti, passando James Hunt. Il britannico dovette poi cedere diverse posizioni, nella parte finale della gara. Il gran premio venne interrotto al raggiungimento delle due ore di gara, che non consentì di effettuare tutti i novanta giri previsti. Niki Lauda ottenne la sua prima vittoria nel mondiale di F1 (ful cinquantaduesimo pilota a riuscirci), davanti a Clay Regazzoni ed Emerson Fittipaldi. Per la Scuderia Ferrari si trattò del cinquantesimo successo in una gara valida per il mondiale. La scuderia non trionfava dal Gran Premio di Germania 1972.

### Gran Premio del Belgio
Clay Regazzoni, Jody Scheckter e Emerson Fittipaldi furono protagonisti di un buon avvio. Alla prima curva Regazzoni e Scheckter arrivarono appaiati alla prima curva, con il ticinese che mantenne il comando della gara. Scheckter venne insidiato, con successo, sia da Emerson Fittipaldi che da Niki Lauda. Il brasiliano ebbe la meglio sul pilota della Tyrrell, che si difese dall'austriaco. Nel corso del primo giro Lauda venne passato anche da Ronnie Peterson. Seguivano poi James Hunt, Carlos Pace, Jean-Pierre Beltoise e Patrick Depailler.
Lauda, già al terzo giro, riprese la posizione a Peterson, mentre all'ottavo passò anche Scheckter, per il terzo posto. La gara rimase congelata, almeno nelle prime posizioni, per diversi giri, mentre era più intesa la lotta per le posizioni di rincalzo. Al dodicesimo giro Henri Pescarolo fu colpito da Guy Edwards, e fu costretto a una sosta per riparare la sua monoposto, senza però poter rientrare in gara. Carlos Reutemann, molto staccato, si fermò per dei problemi di vibrazione, e dopo un paio di giri, riprese il gran premio. Due giri di fermò anche Pace, per sostituire uno pneumatico danneggiato da una foratura.
Al giro 30, Lauda, ostacolato da un doppiaggio, dovette cedere la terza piazza nuovamente a Jody Scheckter. Il pilota della Ferrari ripasso quello della Tyrrell al giro 38. Nello stesso giro Peterson, che era alle spalle proprio della coppia Scheckter-Lauda, dovette rientrare ai box per problemi di vibrazione della sua Lotus. Al trentanovesimo giro Clay Regazzoni, primo, effettuò un'escursione di pista nel corso di un doppiaggio di Gérard Larrousse. Pur in grado di riprendere la pista, l'elvetico venne passato sia da Fittipaldi che da Lauda. Al termine della gara Regazzoni si lamentò per il comportamento di Larrousse.
Al quarantaseiesimo giro James Hunt subì la rottura di una sospensione posteriore: la sua Hesketh perse la ruota, partì in testacoda e l'inglese dovette abbandonare. Nello stesso passaggio Mike Hailwood passò Patrick Depailler, e si trovò quinto. Hailwood, il giro seguente, commise un errore di guida, cedendo nuovamente a Depailler.
Fittipaldi comandava il gran premio, con un secondo di vantaggio su Lauda. Seguivano poi Clay Regazzoni, Jody Scheckter, Patrick Depailler, Jean-Pierre Beltoise e Denny Hulme. La gara di Depailler terminò al cinquantaquattresimo giro. Gli pneumatici risultavano molto deteriorati e vi era un problema all'impianto frenante. Al giro 60 vi fu anche il ritiro definitivo per Peterson, ormai lontano dalla zona dei punti. Cinque giri anche Reutemann abbandonò la gara.
Al giro 66 Mike Hailwood passò Hulme, posizionandosi sesto. Il neozelandese, poco dopo, cedette anche a Jarier. Al sessantanovesimo giro Hailwood ebbe la meglio anche su Beltoise, passato poco dopo, anche lui da Jean-Pierre Jarier.
Scheckter, in attacco su Regazzoni, colpì la vettura di Tom Pryce, mandandola in testacoda. Il sudafricano poté continuare, mentre il gallese fu costretto al ritiro. Al settantanovesimo giro Jarier, che era senza benzina a causa di un problema al sistema di alimentazione, fu costretto ad effettuare un rabbocco di carburante, cosa che lo allontanò dalla zona dei punti. Al giro 81 esplose, sul rettilineo d'arrivo, il motore di Brian Redman.
Anche Mike Hailwood si ritrovò, nei giri finali, a corto di carburante e, dovendo rallentare il ritmo, si fece passare da Beltoise e Hulme. Nell'ultimo giro Lauda attaccò Fittipaldi, proprio sul traguardo, ma senza successo. La vettura di Lauda aveva perso i pesi di bilanciamento delle ruote anteriori, cosa che provocava forti vibrazioni.
Regazzoni si trovò senza benzina, concluse la gara, ma alle spalle di Scheckter. Completarono la zona dei punti Jean-Pierre Beltoise e Denny Hulme. Per Emerson Fittipaldi fu l'undicesima vittoria iridata, mentre Jody Scheckter colse il suo primo arrivo a podio. Fu la settantesima vittoria per una vettura motorizzata dalla Ford Cosworth.

### Gran Premio di Monaco
Alla partenza Clay Regazzoni bruciò Niki Lauda ponendosi in testa alla prima curva; subito dietro si posizionò al terzo posto Jean-Pierre Jarier. Sulla salita del Beau Rivage Jean-Pierre Beltoise tentò il sorpasso su Denny Hulme, ma le due vetture andarono in collisione. Il neozelandese finì conto le barriere, mentre molte vetture, alle sue spalle, per evitare la sua vettura, si tamponarono. Merzario, Pace, Redman, Brambilla, Schuppan e Schenken finirono nel caos, e solo Hulme e Merzario poterono proseguire con le vetture ancora funzionanti, mentre Schuppan poté proseguire solo dopo aver cambiato uno pneumatico.
In testa, alle spalle del duo della Ferrari e di Jarier, si trovavano Ronnie Peterson, Carlos Reutemann, Jody Scheckter e James Hunt. Al terzo giro Peterson prese la terza posizione a Jarier, mentre Mike Hailwood passò Hunt. Al quarto giro Hunt venne attaccato anche da Hans-Joachim Stuck: anche in questo caso ci fu un contatto tra le monoposto, al Mirabeau, con Stuck che finì contro le barriere e fu costretto al ritiro.
Al quinto giro François Migault terminò contro le barriere alla chicane fuori dal Tunnel: il pilota risultò illeso. Un giro dopo Pterson terminò in testacoda alla Rascasse: la sua Lotus venne tamponata dal sopraggiungente Reutemann. Lo svedese poté continuare, scalando al sesto posto, a differenza dell'argentino che ruppe una sospensione.
Al dodicesimo giro terminò la gara anche per Hailwood. Il pilota della McLaren perse il controllo della vettura su una macchia d'olio nella salità verso il Casino e finì contro le barriere. Ronnie Peterson recuperò la quarta piazza al giro 19, quando sorpassò Scheckter. Due giri dopo Regazzoni compì lo stesso errore di Peterson, alla Rascasse. L'elvetico venne passato da Lauda, Jarier, Peterson e Scheckter.
Jarier cedette la sua posizione a Peterson, al giro 25. Il francese commise un errore di guida al Loews, consentendo allo svedese di innalzarsi al secondo posto. Jarier cedette ancora una posizione, due giri dopo, a favore di Scheckter. Al giro 28 terminò il gran premio anche per Hunt, che era sesto, per un guasto alla trasmissione della sua Hesketh.
Al trentatreesimo giro cambiò il leader della gara. Lauda rallentò nella discesa verso il Mirabeau, dando via libera a Peterson. Poco dopo l'austriaco fu costretto all'abbandono, per un problema all'accensione. Peterson portò il suo vantaggio su Scheckter a una quindicina di secondi. Il sudafricano, a sua volta, precedeva di dieci secondi Jarier. Al giro 54 Patrick Depailler, che stava recuperando, fu costretto a fermarsi ai box per far fissare meglio una gomma. Ripartì ultimo, staccato di 3 giri dal primo.
La classifica non mutò più e Peterson conquistò la sua quinta vittoria nel mondiale. Jody Scheckter chiuse al secondo posto, e Jean-Pierre Jarier ottenne il primo podio nel mondiale. Emerson Fittipaldi, quinto, si trovò in testa alla classifica mondiale, con 2 punti di vantaggio su Clay Regazzoni.

### Gran Premio di Svezia
Gli organizzatori, per garantire il numero di 25 vetture in pista, fecero schierare sulla griglia anche l'altro non qualificato, Vern Schuppan, nel caso un altro dei piloti non fosse in grado di prendere parte alla gara. Ciò non si verificò ma, in assenza di comunicazioni, l'australiano rimase in griglia e prese parte al gran premio.
Patrick Depailler, poleman della gara, partì peggio del suo compagno di scuderia Jody Scheckter, che si pose così al comando. Il pilota di casa Ronnie Peterson ebbe una bella partenza, in cui sfilò le due Ferrari, e passò pure Depailler alla prima curva. Nei primi giri si ritirarono le due BRM, Bertil Roos, e anche Mike Hailwood. Il britannico, al quinto giro, si fermò a bordo pista per un problema al filtro della benzina, che tentò anche di riparare da sé, ma senza successo.
Al nono giro terminò la gara per Peterson, per la rottura dell'albero della trasmissione. La gara era così comandata dal duo della Tyrrell, seguito dalle due Ferrari, poi Carlos Reutemann, James Hunt e Jean-Pierre Jarier.
Al quindicesimo giro Jacky Ickx, penalizzato da un problema all'impianto elettrico, venne passato da Emerson Fittipaldi e Denny Hulme, scalando così in decima posizione. Due giri dopo Hunt prese la quinta piazza a Reutemann. Poco dopo Ickx si fermò ai box per la sostituzione della batteria e della scatola dei transistor: ripartì ultimo.
Clay Regazzoni fu costretto all'abbandono al giro 23, per la rottura del cambio. Al ventiseiesimo passaggio esplode l'estintore sulla vettura di Jarier, che fu in grado di proseguire una volta che si svuotò l'estintore, dovendo però rallentare e cedere la posizione alla due McLaren e a Vittorio Brambilla. Al giro 29 una perdita d'olio costrinse anche Reutemann a guadagnare la via dei box. La gara vedeva ancora al comando Jody Scheckter, davanti a Patrick Depailler, Niki Lauda, James Hunt, Emerson Fittipaldi, Denny Hulme e Brambilla.
Lauda era limitato dal degrado degli pneumatici, che consentì a Hunt di avvicinarsi. Al giro 55 ci fu il ritiro di Jochen Mass, seguito, dopo un giro, da quello di Hulme, per la rottura di una sospensione. Quattro giri dopo, per lo stesso problema, terminò la gara anche Reine Wisell, che era ottavo. Al sessantaseiesimo giro Hunt passò Lauda, per il terzo posto.
La gara dell'austriaco della Ferrari proseguì per soli due giri, quando un guasto al cambio lo costrinse al ritiro. Negli ultimi giri Hunt si avvicinò al duo di testa, che però non venne mai minacciato. Nell'ultimo giro ci fu l'ultimo colpo di scena, con Brambilla che, a causa della mancanza di benzina, fu costretto a fermarsi, perdendo la possibilità di giungere nella zona dei punti.
Jody Scheckter si aggiudicò la sua prima vittoria nel mondiale, la prima di un pilota sudafricano. Patrick Depailler, secondo, colse il suo primo podio, mentre James Hunt, terzo, fece ottenere alla Hesketh il primo arrivo nei primi tre, da quando la scuderia costruiva il proprio telaio. Graham Hill giunse sesto, cogliendo l'ultimo punto in carriera.

### Gran Premio d'Olanda
Il polesitter Niki Lauda fu autore di un'ottima partenza, che gli consentì di rimanere al comando. Mancò, invece, una marcia, Clay Regazzoni, che venne passato da Mike Hailwood e Patrick Depailler, ma riuscì a resistere all'attacco di Emerson Fittipaldi. Più dietro James Hunt colpì la vettura di Tom Pryce, mandandolo fuori pista.

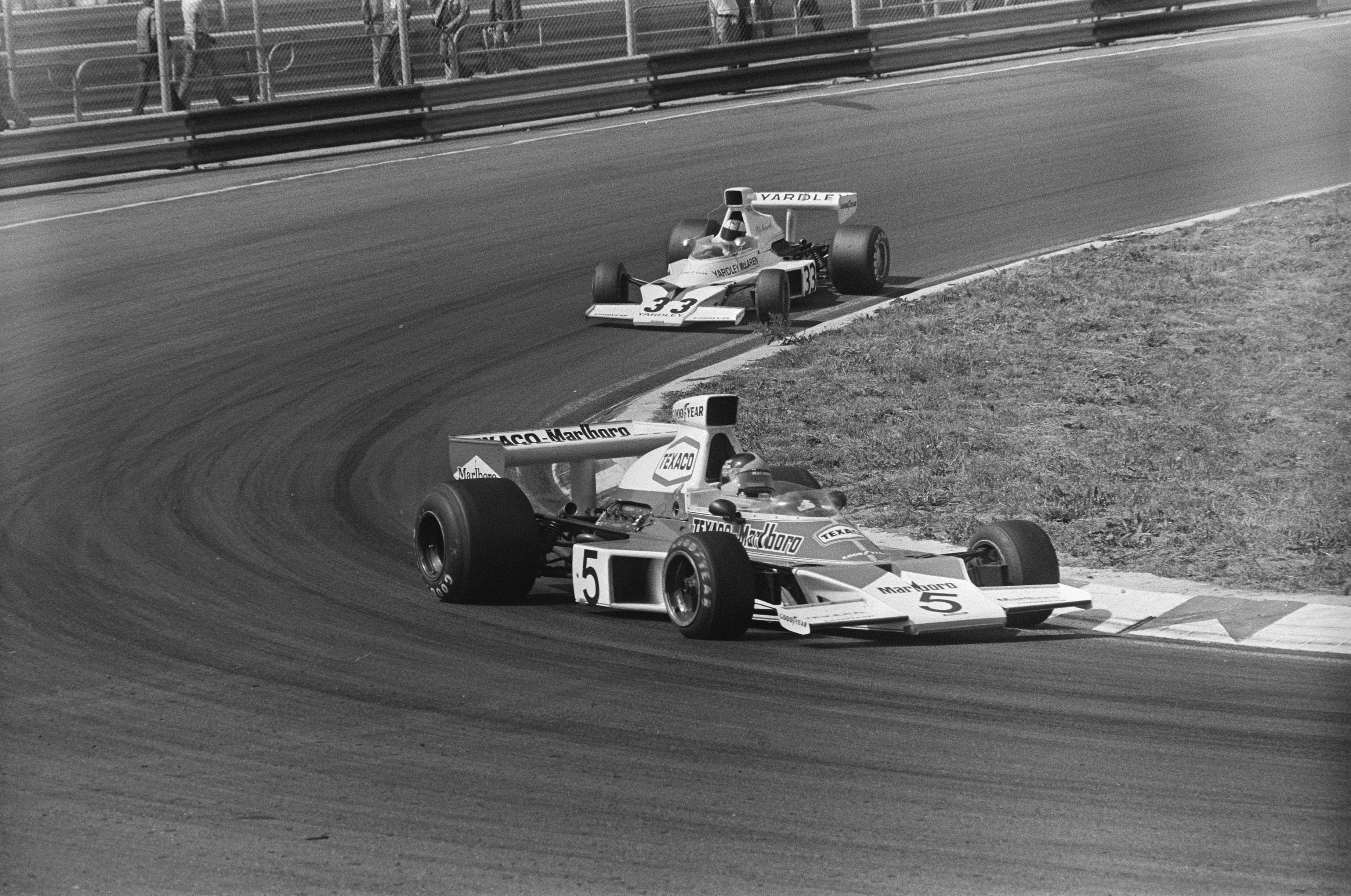
Emerson Fittipaldi davanti a Mike Hailwood, nel corso del Gran Premio d'Olanda.

Nel secondo giro Regazzoni passò Depailler, mentre Ronnie Peterson prese la posizione, l'ottava, a Jean-Pierre Jarier. Il giro successivo Regazzoni riuscì ad avere la meglio anche su Hailwood, con un sorpasso all'interno della prima curva. Nello stesso giro Fittipaldi scalò quinto, dopo aver passato Jody Scheckter.
Al settimo giro uscì dalle parti alte della classifica Jarier, costretto a una sosta ai box, per una riparazione all'acceleratore. Lauda conduceva la gara con tre secondi di margine sul compagno di scuderia Regazzoni; più dietro era in crisi Hailwood, che venne passato prima da Patrick Depailler poi da Emerson Fittipaldi. Al giro 18 Peterson passò Carlos Reutemann, scalando settimo.
Al giro 24 Vern Schuppan, a causa di un problema a una gomma, si fermò nei pressi dell'entrata dei box: i tecnici dell'Ensign uscirono dal loro box per effettuare la riparazione nel punto ove si era fermata la monoposto. L'operazione però non era consentita dal regolamento e costò al pilota australiano la squalifica.
Denny Hulme sorpassò Carlos Reutemann per l'ottavo posto; l'argentino venne, poco dopo, superato anche da John Watson. Al giro 36 Ronnie Peterson dovette fermarsi ai box col timore che le gomme posteriori stessero per staccarsi dalla monoposto: lo svedese rientrò in pista lontano dalla zona dei punti.
Al trentottesimo passaggio Fittipaldi prese la terza piazza a Depailler. Il brasiliano era comunque staccato di oltre venti secondi dal leader della gara, che restava Lauda. Al giro 41 Jacky Ickx fu costretto ai box per un problema simile a quello del compagno di team, Peterson, ovvero uno pneumatico era prossimo a uscire dal suo mozzo.
Depailler si trovò in crisi con le gomme, e fu costretto a cedere la quarta posizione a Mike Hailwood, e poi la quinta a Jody Scheckter. Al giro 57 Reutemann, vittima di una foratura, si fermò ai box, rientrando in gara dodicesimo. Hulme chiuse la gara al giro, 66 quando, per un problema all'accensione, fu costretto all'abbandono.
La gara terminò senza altri sussulti, con Niki Lauda che vinse la sua seconda gara nel mondiale di F1. Per la Scuderia Ferrari fu la ventinovesima doppietta, grazie al secondo posto di Clay Regazzoni, la seconda in stagione dopo quella al Gran Premio di Spagna. Fittipaldi completò il podio.

### Gran Premio di Francia
Partirono bene i due piloti della prima fila: Niki Lauda si confermò al comando, davanti a Ronnie Peterson. Tom Pryce venne invece sorpreso dalla partenza, in quanto stava controllando le sospensioni, paventando un surriscaldamento. Il gallese riuscì però a passare Carlos Reutemann. L'argentino però colpì la Shadow di Pryce che, a sua volta, finì contro la Hesketh di James Hunt. Quest'ultimo si trovò di traverso in mezzo alla pista, ma venne evitato da tutti gli altri piloti.
Alle spalle di Lauda e Peterson si posizionarono Clay Regazzoni e Mike Hailwood, seguiti da Jody Scheckter e da Jacky Ickx. Partì male Emerson Fittipaldi, che si trovò, al termine del primo giro, solo ottavo. Il brasiliano recuperò la settima posizione, passando Patrick Depailler al secondo giro, e la sesta, passando Ickx al quinto giro.
Tra il sesto e il settimo giro Hailwood cedette la posizione prima a Scheckter poi allo stesso Fittipaldi. Il pilota della McLaren proseguì la sua rimonta, sorpassando, al giro 15, Scheckter. Due giri dopo cambiò il leader della gara: Ronnie Peterson attaccò Lauda alla curva Pouas, prima di passarlo all'interno della curva La Fouine.
Al venticinquesimo giro Jacky Ickx passò Hailwood, per il sesto posto. Il britannico si trovava in crisi, e venne presto avvicinato da Depailler e Hulme. La gara di Fittipaldi s'interruppe al giro 28: una perdita d'olio lo costrinse a parcheggiare la sua monoposto alla Villeroy. Era il suo primo ritiro stagionale. Nei due giri successivi il compagno di team del brasiliano, Denny Hulme, scalò due posizioni, passando Depailler e Hailwood, entrando nella zona dei punti.
Ronnie Peterson conduceva con un comodo margine su Lauda, circa 5 secondi, mentre ancora più staccato risultava Regazzoni, a oltre 20 secondi. Il margine dello svedese si ampliò verso i tre quarti di gara, quando Niki Lauda fu costretto a rallentare il ritmo, per un problema all'impianto dei freni. L'altro ferrarista, Regazzoni, era messo sotto pressione da Jody Scheckter, che tentò un sorpasso alla Fouine, senza successo. Lauda, oltre al problema ai freni, scontava anche forti vibrazioni, ed era timoroso di poter concludere la gara.
Ronnie Peterson vinse il gran premio, la sua sesta vittoria nel mondiale di Formula 1. Le due Ferrari di Lauda e Regazzoni completarono il podio. Jody Scheckter, quarto, si consolò col primo giro veloce in una gara valida del mondiale.

### Gran Premio di Gran Bretagna
Alla prima curva Niki Lauda mantenne il comando della gara, seguito da Jody Scheckter e da Clay Regazzoni, che avevano sorpreso Ronnie Peterson, partito dalla prima fila. Alle spalle dello svedese c'erano Carlos Reutemann, Emerson Fittipaldi, Tom Pryce e Hans-Joachim Stuck. Nel corso del primo giro si ritirò Peter Gethin: costretto a partite col muletto della Lola-Hill, da lui mai utilizzato, e sistemato per Graham Hill, non riusciva a raggiungere bene i pedali.

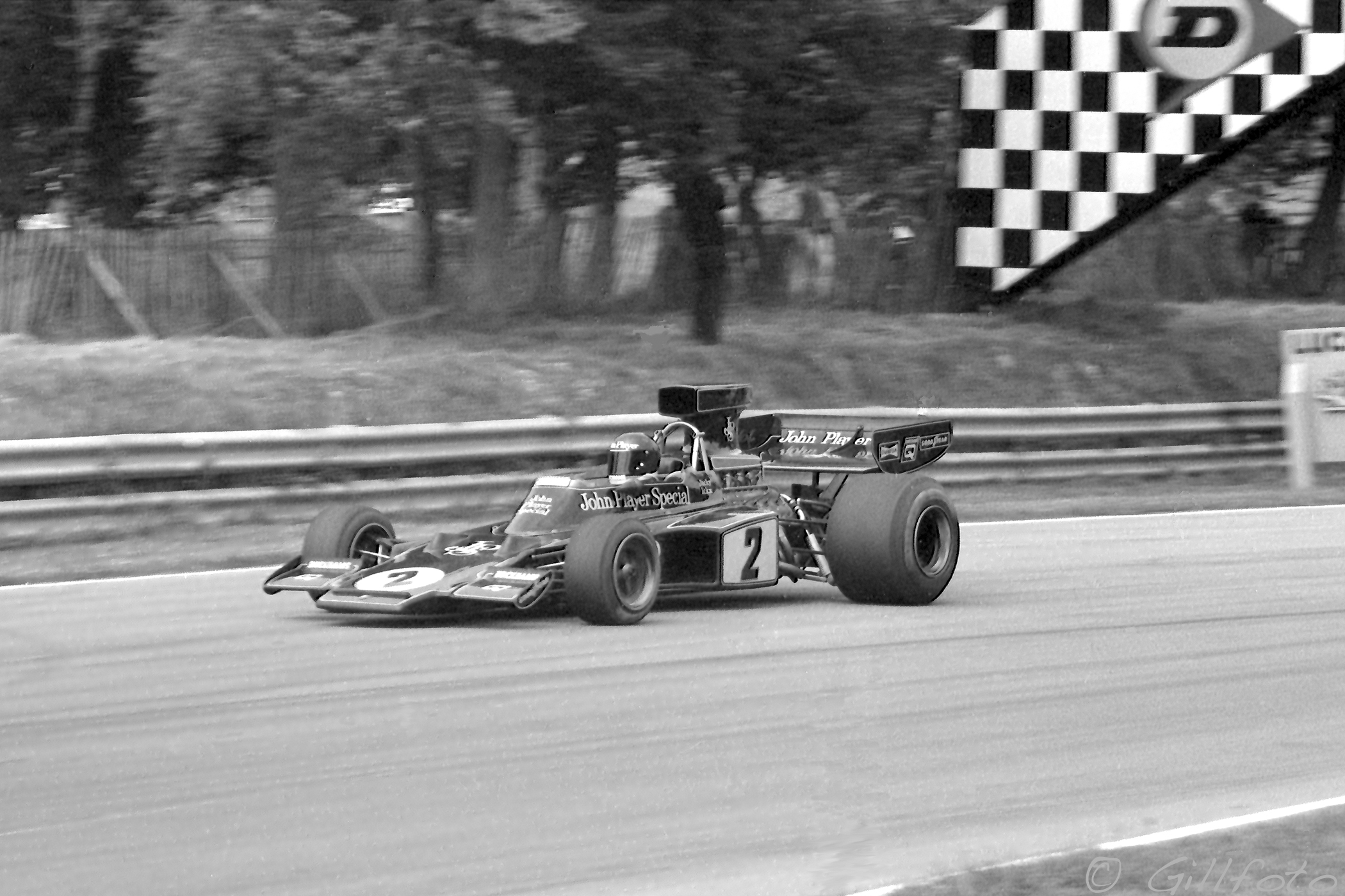
Jacky Ickx, su Lotus, colse il terzo posto nella gara di Brands Hatch.

Nel secondo giro Jacky Ickx prese la posizione a Stuck. Un giro dopo, a causa della rottura della sospensione posteriore, James Hunt partì in testacoda, e fu costretto al ritiro.
Dopo 10 giri Lauda conduceva la gara con una certa tranquillità su Scheckter, a circa 5 secondi, che staccava, a sua volta, ancora di 5 secondi Regazzoni, pressato da Peterson. L'austriaco ampliò in maniera costante il suo vantaggio su Scheckter, portandolo a 10 secondi, nel corso del quindicesimo giro.
Le postazioni al comando rimasero congelate per molti giri, fino a quando, al trentaseiesimo passaggio Carlos Reutemann andò in testacoda, alla Surtees. L'errore di guida gli costò cinque posizioni in classifica. Un giro un altro incidente coinvolse Hans-Joachim Stuck, che finì contro il guardrail alla Stirling, prima di ricarambolare sul tracciato. Il pilota della March uscì presto dalla vettura, mentre i commissari di pista esposero le bandiere gialle.
Una foratura alla gomma posteriore sinistra costrinse Ronnie Peterson ai box, facendolo uscire così dalle parti alte della graduatoria. Poco dopo lo stesso problema toccò anche all'altro duellante per il terzo posto, Clay Regazzoni. Probabilmente entrambi i piloti subirono la foratura passando sui detriti lasciati dalla vettura di Stuck. Il ticinese rientrò in gara settimo. Nel frattempo minacciava di staccarsi l'alettone posteriore della BRM di François Migault, che fu costretto a rientrare ai box per la necessaria riparazione.
Dopo questi avvenimenti, alle spalle di Lauda e Scheckter, si trovava Emerson Fittipaldi, anche se staccato di trenta secondi. Al quarto posto c'era Tom Pryce, poi seguivano Jacky Ickx e Mike Hailwood. Nel corso del quarantasettesimo passaggio il pilota gallese fu passato da entrambi. Al giro 58 terminò il gran premio per Mike Hailwood, che effettuò un testacoda e non fu capace di far ripartire la sua McLaren. Quattro giri dopo Clay Regazzoni passò Pryce che, dopo altri quattro giri, cedette la posizione anche a Reutemann.
Attorno al sessantanovesimo giro Niki Lauda si accorse di una foratura lenta al pneumatico posteriore destro. L'austriaco decise di non passare ai box, ma ciò permise a Scheckter di avvicinarsi. Il sudafricano attaccò Lauda al giro 70, passandolo alla curva Clark. Diveniva sempre più difficile per Lauda gestire la sua vettura: al giro 72 venne passato anche da Fittipaldi.
Il box della Scuderia Ferrari chiese all'austriaco di passare ai box, ma il pilota rifiutò l'invito e decise di proseguire. John Watson, doppiato, penalizzò Pryce, che così venne passato da Denny Hulme. Solo al penultimo giro Lauda decise di entrare ai box, dopo che lo pneumatico era completamente distrutto. Ciò permise a Ickx di passare al terzo posto.
Jody Scheckter vinse il suo secondo gran premio valido per il mondiale di F1, davanti a Emerson Fittipaldi. Jacky Ickx chiuse sul gradino più basso del podio, davanti a Clay Regazzoni e Carlos Reutemann. Lauda, però, lamentò di non aver potuto uscire dai box, per la folla che aveva iniziato a invadere la pista, tanto da venir fermato da un commissario con bandiera rossa. A seguito di una ricorso all'austriaco venne abbuonato un giro, e si trovò classificato quinto.

### Gran Premio di Germania
Niki Lauda fu autore di una cattiva partenza, tanto da venir sorpreso sia da Clay Regazzoni che da Jody Scheckter. Al quarto posto si pose Carlos Reutemann che precedeva Jochen Mass, Ronnie Peterson e Patrick Depailler. Perse la marcia al via Emerson Fittipaldi, che sollevò il braccio per indicare a tutti gli altri piloti i suoi problemi, ma venne colpito dal suo compagno di scuderia Denny Hulme: il neozelandese non poté proseguire, come invece fu in grado Fittipaldi.
Già alla Nordkehre, la curva che immetteva nella Nordschleife, Lauda tentò di passare Scheckter. Il suo tentativo però risultò troppo precipitoso: la Ferrari colpì la Tyrrell, s'impennò, usci di pista e terminò contro le protezioni, costringendo Lauda al ritiro. Sulla vettura si era scatenato anche un piccolo incendio, presto domato dai commissari. Il pilota austriaco era comunque uscito autonomamente dalla monoposto. Al termine del primo giro Fittipaldi fu costretto a fermarsi ai box, per cambiare uno pneumatico.
La McLaren, poco dopo, decise di rinviare in pista Hulme, utilizzando però il muletto. Ciò costerà la bandiera nera per il neozelandese. Al terzo giro Regazzoni contava una decina di secondi di vantaggio su Scheckter, dodici su Reutemann, mentre erano molto più staccati gli altri piloti, con Mass a venti secondi dal podio, seguito da Depailler, Ickx e Hailwood. Nello stesso giro dovette fermarsi, definitivamente, Emerson Fittipaldi.
Nel corso del giro 6 un temporale colpì la zona del Pflanzgarten: Regazzoni proseguì mantenendo il ritmo, mentre rallentarono, per sicurezza, sia Jody Scheckter che Carlos Reutemann. Ciò permise all'elvetico di ampliare il suo vantaggio a oltre 30 secondi. Mass perse due posizioni, a favore delle due Lotus di Ronnie Peterson e Jacky Ickx. Patrick Depailler, nel tentativo di passare Peterson, finì contro le barriere al ponte di Adenau, e fu costretto a passare ai box e ritirarsi.
Nel giro successivo Peterson fu passato da Ickx, Mass e Mike Hailwood. Regazzoni portò, nel decimo giro, a 50 secondi il margine su Jody Scheckter; Reutemann era staccato di un minuto, e precedeva Ickx, Mass, Hailwood e Peterson. Il giro successivo un problema al motore costrinse Mass al forfait.
Nel tredicesimo giro, sulla discesa di Pflanzgarten, la McLaren di Mike Hailwood piegò verso destra, colpì il guardrail, e si danneggiò pesantemente: Hailwood rimase intrappolato diversi minuti nella vettura, e scontò gravi fratture alla gambe che, di fatto, segnarono la fine della sua carriera automobilistica.
Nell'ultimo passaggio Peterson riprese la posizione al compagno di team Ickx. Clay Regazzoni conquistò la sua seconda vittoria del mondiale di Formula 1, dopo quella al Gran Premio d'Italia 1970. Erano passati 3 anni, 10 mesi e 29 giorni, pari a 51 gran premi iridati, una delle serie più ampie tra due vittorie per un pilota.

### Gran Premio d'Austria
Alla partenza, con temperatura dell'aria di 34 °C e dell'asfalto di 65 °C, Carlos Reutemann prese il via meglio di Niki Lauda, passandolo già alla prima curva. Carlos Pace era terzo, davanti a Clay Regazzoni, autore, a sua volta, di un ottimo avvio. Seguivano poi James Hunt, Jody Scheckter ed Emerson Fittipaldi. La partenza di Peterson venne ritardata per delle ultime sistemazione effettuate in griglia da un tecnico della Lotus. Al secondo giro Regazzoni passò Pace, per il secondo posto, mentre Ronnie Peterson prese la nona posizione ad Arturo Merzario.
Al giro 8 Pace perse un'altra posizione, questa volta a favore di Scheckter, ma già dopo un giro il sudafricano fu costretto all'abbandono, per un problema al motore. Nei giri successivi Hunt, che era quinto, cedette due posizioni, a Fittipaldi e Peterson. Fittipaldi, al dodicesimo giro, superò anche il connazionale Pace, per il quarto posto.
Al giro 13 Regazzoni passò il suo compagno di team, Lauda, che si trovava con un motore non in perfette condizioni. Nello stesso giro Pace cedette ancora un posto, questa volta a favore di Ronnie Peterson, mentre James Hunt fu costretto ai box per il cambio degli pneumatici.
Al quindicesimo giro Lauda, sempre più in crisi col propulsore, dovette abbassare il ritmo di gara, tanto da venir superato da diversi piloti. La gara, per il pilota austriaco, terminò dopo due giri, a causa del malfunzionamento di una valvola. Carlos Reutemann conduceva il gran premio con due secondi di vantaggio su Clay Regazzoni, messo sotto pressione da Emerson Fittipaldi e Ronnie Peterson.
La classifica rimase congelata, almeno per le primissime posizioni, fino al trentaduesimo passaggio, quando Pace fu capace di recuperare la quarta posizione a Peterson. Al giro 38 terminò la gara per Fittipaldi, bloccato da un gusto al motore. Ancora due giri, e Carlos Pace passò anche Regazzoni, portandosi al secondo posto. La gara era così condotta da due Brabham.
Al quarantaduesimo giro dovette ritirarsi anche Pace, per una perdita di carburante; poco dopo Regazzoni dovette cedere anche a Ronnie Peterson, che così si trovò secondo, alle spalle di Reutemann. A seguito dei diversi ritiri, la classifica era stata rivoluzionata, tanto che alle spalle del ferrarista si trovavano ora Patrick Depailler, Jacky Ickx, Denny Hulme e James Hunt.
I colpi di scena non finirono: al quarantatreesimo Depailler andò in testacoda, Ickx, che lo seguiva, non poté evitare che le due vetture andarono a collisione, finendo entrambe nella sabbia della curva Texaco. Depailler non poté riprendere la gara, mentre Ickx, rientrato in pista, non poté fare altro che andare ai box per abbandonare. Due giri dopo Clay Regazzoni, che aveva subito una foratura, fu costretto al passaggio al box. Qui ci fu una piccola incomprensione tra il pilota e i meccanici che gli cambiarono la ruota, che fece perdere a Regazzoni quasi un minuto. L'elvetico rientrò in gara settimo.
Ronnie Peterson, secondo, fu costretto al ritiro al giro 46, dopo la rottura della trasmissione, all'altezza della Texaco. Scalò così secondo Denny Hulme, staccato però di oltre quaranta secondi dal capoclassifica Reutemann. Terzo era Hunt, a un minuto, che precedeva Vittorio Brambilla, John Watson e Clay Regazzoni.
Nei giri finali Brambilla fu passato da Watson e Regazzoni, rimando comunque all'interno della zona dei punti. Carlos Reutemann vinse, per la seconda volta nel mondiale di Formula 1, precedendo Denny Hulme, al suo ultimo podio mondiale. Terzo chiuse James Hunt, al quarto podio iridato, mentre Vittorio Brambilla, sesto, iscrisse il suo primo punto.

### Gran Premio d'Italia

Arturo Merzario colse il quarto posto nel Gran Premio d'Italia, suo ultimo arrivo a punti in una gara iridata.

Dopo le prove libere del mattino la Goodyear decise di ritirare tutte le gomme provate nelle qualifiche del sabato e nelle prove della domenica, a causa dei problemi tecnici lamentati da Emerson Fittipaldi e Carlos Reutemann alla domenica, dopo i guai accorsi a Clay Regazzoni al sabato. Gli pneumatici, a causa del surriscaldamento, si scollavano dal battistrada, questo poi si sfogliava, infine spezzandosi. La casa statunitense propose di utilizzare gomme già rodate, utilizzate nel Gran Premio d'Austria, impegnandosi a fornire due treni di gomme per ogni vettura. Le scuderie rifornite dalla Goodyear (tra cui Scuderia Ferrari, McLaren e Tyrrell) chiesero un quarto d'ora di prove supplementari per provare le nuove gomme. Questa proposta venne respinta da alcuni team riforniti dalla Firestone, come la Iso-Williams. Intervenne il campione del mondo Jackie Stewart, che propose che alle scuderie servite dalla Goodyear venissero concessi un giro di lancio, due per scaldare le gomme, e uno veloce, per testarne l'efficienza. Si raggiunse un compromesso che prevedeva due giri di formazione, anziché uno solo, prima della partenza.
Niki Lauda prese un buon avvio, forse anticipando la partenza, e si confermò al comando della gara. Alle sue spalle si pose Carlos Reutemann, che precedeva altre due Brabham, quelle di Carlos Pace e John Watson; seguivano poi Clay Regazzoni, Ronnie Peterson ed Emerson Fittipaldi.
Tra il secondo e il terzo giro Regazzoni passò sia Watson che Pace, installandosi al terzo posto. Watson, alla guida di una Brabham privata, cedette la posizione, in seguito, anche a Peterson e Fittipaldi. La rimonta del ticinese della Scuderia Ferrari proseguì quando, al quinto giro, Regazzoni passò anche Reutemann, posizionando così due vetture di Maranello nei primi due posti. Nel frattempo Watson veniva superato anche da Vittorio Brambilla.
Tra il settimo e il nono giro, Pace venne passato da ben tre vetture: Peterson, Fittipaldi e Brambilla. Al decimo passaggio John Watson commise un errore alla chicane, uscì di pista, e poté proseguire, anche se l'errore lo fece sprofondare lontano dalla zona dei punti. Due giri dopo terminò la gara di Reutemann, per un problema al cambio.
Niki Lauda, al giro 15, conduceva, con un secondo di vantaggio, sul compagno di scuderia Clay Regazzoni. Al terzo posto c'era Ronnie Peterson, staccato di dieci secondi, che precedeva Emerson Fittipaldi, Vittorio Brambilla e Jody Scheckter. Il monzese, dopo un errore alla chicane, al giro 17, fu costretto all'abbandono, a causa dei danni arrecati alla sua March. Entrava nella zona dei punti Patrick Depailler che, pochi giri prima, aveva superato Pace. Il brasiliano si fermò, al ventiduesimo giro, ai box, per la sostituzione dello pneumatico posteriore sinistro. Ripartì dodicesimo.
Al ventiquattresimo passaggio Depailler, che scontava dei problemi alla gomma posteriore destra, uscì alla chicane: fu in grado di governare la sua Tyrrell, riprendendo la pista, distanziato ormai dalla zona dei punti. Ciò permise ad Arturo Merzario di entrare tra i primi sei.
Lauda cedette la prima posizione a Regazzoni, al trentesimo giro. L'austriaco aveva rotto il sistema di raffreddamento, e stava spargendo olio e altri liquidi sulla pista, tanto da ritirarsi poco dopo. I commissari dovettero anche bagnare la pista presso la Variante Ascari, per pulirla dai liquidi persi dalla vettura di Niki Lauda.
Al giro 41 anche l'altra Ferrari, quella di Regazzoni, fu costretta a cedere il comando, per una perdita d'olio. Il ticinese rientrò ai box, e dopo una rapida sistemazione, rientrò in gara, quarto. Ora, al comando, si trovava Ronnie Peterson, davanti a Emerson Fittipaldi e Jody Scheckter. In realtà la gara di Regazzoni terminò presto, quando, già al giro 42, fu costretto a posteggiare la sua vettura a bordo pista.
Nei giri finali Fittipaldi si avvicinò a Peterson, cercando di attaccarlo, prendendo la scia sui lunghi rettilinei. Al giro 48 Pace prese la quinta posizione a Denny Hulme. Fittipaldi tentò, fino all'ultimo passaggio, di trovare lo spazio per sorpassare Peterson, ma senza successo.
Ronnie Peterson conquistò la settima vittoria titolata, la seconda consecutiva a Monza; per la Lotus si trattò del centesimo podio in una gara valida per il mondiale di Formula 1. Il team britannico era il secondo costruttore a giungere a questo traguardo, dopo la Scuderia Ferrari.
Emerson Fittipaldi e Jody Scheckter completarono il podio, mentre Arturo Merzario fu quarto, nel suo ultimo arrivo nella zona dei punti. Era anche il miglior risultato per la Frank Williams Racing Cars dal Gran Premio di Gran Bretagna 1971, quando era giunta quarta con Henri Pescarolo, al volante di una March.

### Gran Premio del Canada
Partirono molto bene le due Ferrari, con Niki Lauda in testa, alla prima curva, davanti a Emerson Fittipaldi, e Clay Regazzoni, che s'inserì al terzo posto. Il ticinese si trovava davanti a Jody Scheckter, James Hunt e Jean-Pierre Jarier.
Già al terzo giro Regazzoni dovette cedere una posizione, a Scheckter. I primi tre della classifica (Lauda, Fittipaldi e Scheckter) presero, quasi subito, un buon margine di vantaggio su Regazzoni, che, di fatto, guidava un plotone di diverse monoposto. Al decimo giro il margine tra il ticinese e Scheckter era già di 5 secondi. Più dietro Carlos Pace strappò il sesto posto a Jarier. Seguivano, dall'ottavo posto in poi, Carlos Reutemann, Patrick Depailler e Ronnie Peterson.
Tra il quindicesimo e sedicesimo giro Peterson passò prima Depailler poi Reutemann. Al giro 19, poco prima della curva 3, Jochen Mass cercò di passare Mario Andretti: lo statunitense riuscì a staccare all'ultimo, costringendo però Mass a portarsi in mezzo alla pista per evitare il contatto. Fortunatamente nessuna vettura stava sopraggiungendo nel punto. John Watson, per evitare però di terminare sulle vetture, sfiorò il guard rail e fu poi costretto a una sosta ai box.
Al giro 23 Pace scalò un'ulteriore posizione, passando Hunt, per il quinto posto. Due giri più tardi l'altro pilota della Brabham, Carlos Reutemann, con pneumatici usurati, fu obbligato a passare dal box per montare un nuovo treno di gomme. Ciò gli costò innumerevoli posizioni. Al giro 30 Peterson si trovò settimo, dopo aver passato Jarier.
A circa metà gara, il terzetto in testa, composto da Niki Lauda, Emerson Fittipaldi e Jody Scheckter, aveva scavato un solco di 15 secondi su Regazzoni. Il ferrarista precedeva Pace, Hunt e Peterson. La classifica del mondiale avrebbe visto, se la corsa fosse finita così, tre piloti al comando, con 49 punti (Fittipaldi, Scheckter e Regazzoni), con Lauda a due soli punti.
Attorno al quarantaseiesimo giro anche Pace, come prima di lui il compagno di team Reutemann, iniziò a soffrire per l'usura degli pneumatici. Il brasiliano fu anch'egli costretto a montare un nuovo treno di gomme. Rientrò in pista ottavo; nello stesso giro si registrò l'abbandono di Jean-Pierre Jarier, che occupava proprio l'ottava posizione.
Un giro dopo si verificò un altro colpo di scena. I freni della Tyrrell di Jody Scheckter cedettero alla White's: la vettura uscì di pista, colpì le protezioni, e il pilota si ritirò, mettendo, di fatto, fine alle sue speranze di conquistare il titolo iridato. Lauda e Fittipaldi continuavano così, da soli, la loro corsa davanti, precedendo di 13 secondi Clay Regazzoni, a sua volta inseguito da vicino da James Hunt e Ronnie Peterson. Più staccato era Depailler, davanti a Pace.
Al sessantesimo giro Ronnie Peterson passò Hunt, mentre Pace scivolò di due posizioni, passato da Denny Hulme e Mario Andretti. Al sessantatreesimo giro Fittipaldi attaccò Lauda, che però difese il primato. Due giri, e Pace venne passato anche da Tom Pryce. Il gallese terminò la sua gara appena un giro dopo, col motore ormai fuori uso.
Al giro 68 Lauda scivolò sui detriti lasciati da un'escursione di pista, di pochi giri prima, effettuata da Watson. La sua vettura terminò contro le barriere, portandolo al ritiro. Così anche l'austriaco usciva dalla lotta mondiale per il titolo dei piloti. Emerson Fittipaldi si ritrovò primo, con ampio margine su Regazzoni, ormai l'ultimo suo contendente rimasto per il campionato.
Nei giri finali Hunt attaccò diverse volte Peterson, senza riuscire però a prendergli la posizione sul podio. Emerson Fittipaldi ottenne il suo dodicesimo successo nel mondiale, affiancando in vetta alla classifica dei piloti Regazzoni, che chiuse secondo.

### Gran Premio degli Stati Uniti
Alla partenza scattò bene il poleman Carlos Reutemann, che conduceva davanti a James Hunt; dietro, Niki Lauda passò subito Carlos Pace e Jody Scheckter, così come l'altro ferrarista Clay Regazzoni, che prese la posizione al suo principale rivale per il titolo, Emerson Fittipaldi. Andretti rimase fermo in griglia per un problema alla pompa della benzina, ma poté partire con l'aiuto dei commissari. Già nel corso del primo giro Pace ripassò Lauda, così come Fittipaldi riprese la sesta piazza a Regazzoni.

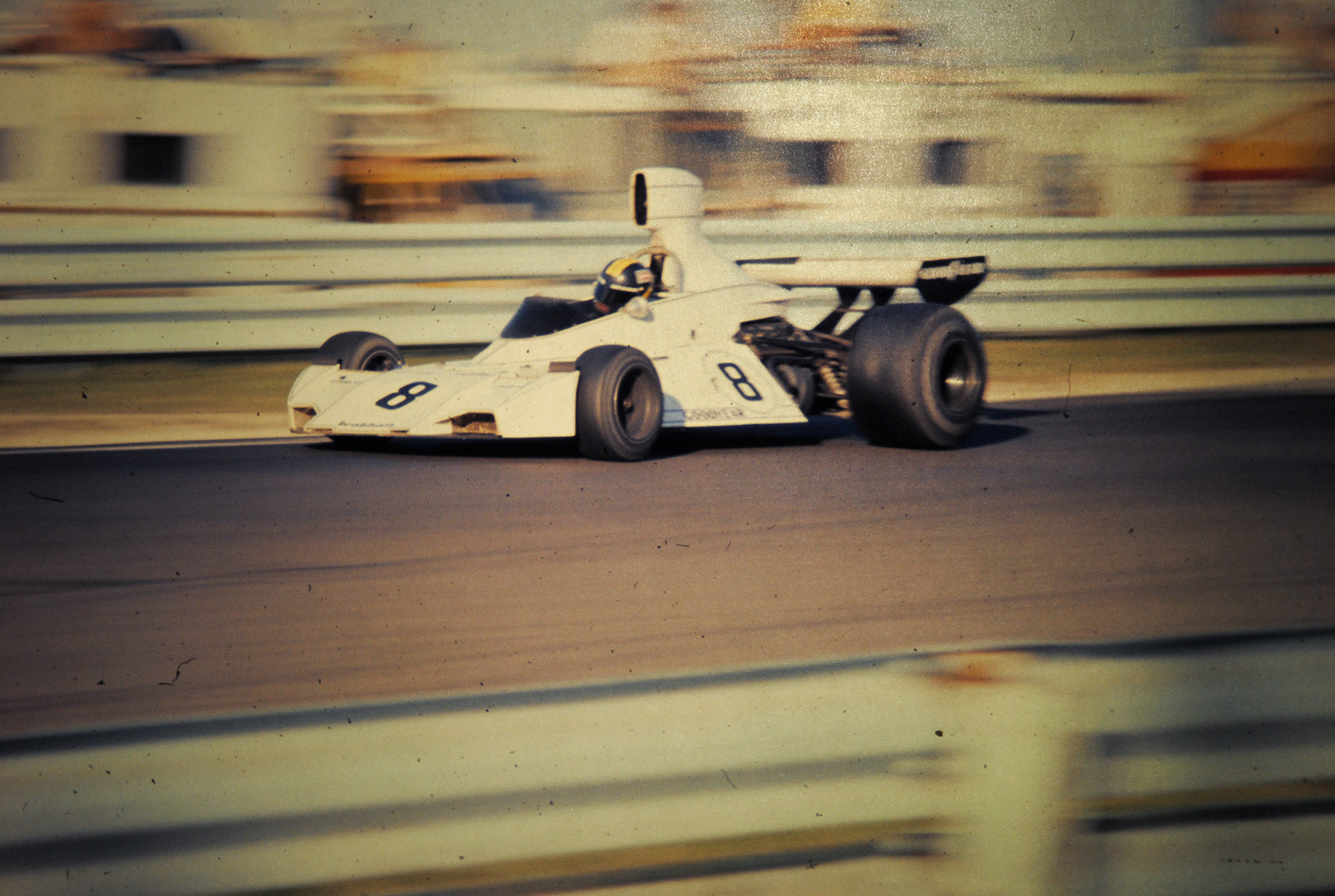
Carlos Pace giunse secondo nella gara del Glen, completando una doppietta per la Brabham, chiudendo alle spalle di Carlos Reutemann.

Già nei primi giri risultò in difficoltà il pilota elvetico della Ferrari, passato prima da John Watson poi da Arturo Merzario. Al quinto giro terminò la gara, e la carriera nel mondiale, Denny Hulme, fermato da un guasto al motore; nello stesso giro venne esposta la bandiera nera per Andretti, causata da una riparazione, non autorizzata, in griglia, prima della partenza. Due giri dopo la direzione di gara squalificò anche Tim Schenken, per essere partito senza autorizzazione, mentre consentì a José Dolhem di proseguire la gara, quale prima riserva, ammesso al gran premio in seguito alla squalifica di Mario Andretti.
Nel corso del decimo giro la Surtees di Helmuth Koinigg uscì di pista alla curva Toe, forse a causa dello scoppio dello pneumatico posteriore destro (un'altra ipotesi fu quella di un cedimento della sospensione); Koinigg scalò le marce, nel tentativo di recuperare la vettura, ma l'andamento in discesa della pista, e l'alta velocità, resero vane le sue manovre. La vettura impattò contro le barriere ARMCO a velocità relativamente bassa, ma la prima lama di alluminio non cedette, decapitando il pilota austriaco, che morì all'istante. I primi soccorritori giunsi sul posto trovarono il casco del pilota a qualche decina di metri dalla vettura, a sua volta completamente distrutta. Il corpo del pilota venne coperto con un lenzuolo bianco, ma la gara proseguì regolarmente.
Al dodicesimo giro Merzario passò Watson, che si riprese la posizione il giro successivo. Nello stesso giro Regazzoni retrocedette di un'ulteriore posizione, passato da Jochen Mass. Al giro 15 Clay Regazzoni, passato anche da Ronnie Peterson, decise di cambiare gli pneumatici, scivolando così lontanissimo dalla zona dei punti. Il problema era dovuto ai giunti in gomma delle sospensioni che, disfandosi, penalizzavano le gomme.
In testa Carlos Reutemann guidava con un margine di 5 secondi su James Hunt e di 10 su Carlos Pace, minacciato da Niki Lauda, che stava cercando di recuperare posizioni, per cercare di favorire in qualche modo Regazzoni. Scheckter era quinto, mentre Fittipaldi restava sesto, anche se, con Regazzoni lontano dai punti, al brasiliano sarebbe bastato, per il titolo, che Scheckter non vincesse il gran premio.
Attorno al ventiduesimo giro anche la Ferrari di Lauda iniziò a sperimentare dei problemi tecnici, agli ammortizzatori. L'austriaco venne passato da Jody Scheckter al ventiquattresimo giro, stesso giro in cui Merzario ripassò ancora Watson. Nel giro successivo Lauda dovette cedere sia a Fittipaldi che allo stesso Merzario. L'altra Ferrari di Regazzoni soffriva per dei problemi alla barra antirollio, che costrinsero a una seconda sosta il ticinese.
Al ventisettesimo giro, dopo aver avuto notizia della morte di Koinigg, la Surtees decise di ritirare la vettura superstite di Dolhem. A metà gara Reutemann controllava la gara, con 6 secondi su Hunt e 20 su Pace. Seguivano poi Scheckter, Fittipaldi e Merzario. Regazzoni, il terzo candidato al titolo, era ormai diciassettesimo, a due giri dal primo.
Nei giri successivi continuò il calvario per Niki Lauda, che perse diverse posizioni, fino al giro 39, quando decise di riguadagnare i box e ritirarsi, anche perché sconvolto dalla notizia della morte del suo amico Koinigg. Anche James Hunt, secondo, era penalizzato da delle noie della sua Hesketh, al motore e freni. Al giro 44 terminò la gara anche per Arturo Merzario: sulla sua Iso Marlboro si azionò l'estintore presente sulla sua monoposto. Due giri dopo avvenne il colpo di scena che di fatto chiuse la lotta per il titolo: si ruppe una condotta dell'olio della Tyrrell di Jody Scheckter, che fu costretto così al ritiro. Ciò spalancò a Fittipaldi la corsa per il secondo titolo, eliminato Scheckter e con Regazzoni lontano dalla zona punti. Tra l'altro l'elvetico fu costretto ancora ai box per un cambio delle gomme.
Al cinquantacinquesimo passaggio Carlos Pace passò Hunt, ormai limitato nella performance della sua vettura.
Carlos Reutemann ottenne la sua terza vittoria iridata, precedendo Pace e Hunt. Per la Brabham fu la sesta doppietta, la prima dal Gran Premio del Canada 1969. Emerson Fittipaldi giunse quarto, conquistando il suo secondo titolo iridato. La McLaren, invece, ottenne il suo primo titolo fra i costruttori.

## Risultati

### Risultati dei gran premi
| Gara | Gran Premio                   | Data         | Circuito       | Pole position      | Giro più veloce   | Pilota vincitore   | Costruttore           | Resoconto |
| ---- | ----------------------------- | ------------ | -------------- | ------------------ | ----------------- | ------------------ | --------------------- | --------- |
| 1    | Gran Premio d'Argentina       | 13 gennaio   | Buenos Aires   | Ronnie Peterson    | Clay Regazzoni    | Denny Hulme        | McLaren-Ford Cosworth | Resoconto |
| 2    | Gran Premio del Brasile       | 27 gennaio   | Interlagos     | Emerson Fittipaldi | Clay Regazzoni    | Emerson Fittipaldi | McLaren-Ford Cosworth | Resoconto |
| 3    | Gran Premio del Sudafrica     | 30 marzo     | Kyalami        | Niki Lauda         | Carlos Reutemann  | Carlos Reutemann   | Brabham-Ford Cosworth | Resoconto |
| 4    | Gran Premio di Spagna         | 28 aprile    | Jarama         | Niki Lauda         | Niki Lauda        | Niki Lauda         | Ferrari               | Resoconto |
| 5    | Gran Premio del Belgio        | 12 maggio    | Nivelles       | Clay Regazzoni     | Denny Hulme       | Emerson Fittipaldi | McLaren-Ford Cosworth | Resoconto |
| 6    | Gran Premio di Monaco         | 26 maggio    | Montecarlo     | Niki Lauda         | Ronnie Peterson   | Ronnie Peterson    | Lotus-Ford Cosworth   | Resoconto |
| 7    | Gran Premio di Svezia         | 9 giugno     | Anderstorp     | Patrick Depailler  | Patrick Depailler | Jody Scheckter     | Tyrrell-Ford Cosworth | Resoconto |
| 8    | Gran Premio d'Olanda          | 23 giugno    | Zandvoort      | Niki Lauda         | Ronnie Peterson   | Niki Lauda         | Ferrari               | Resoconto |
| 9    | Gran Premio di Francia        | 7 luglio     | Digione        | Niki Lauda         | Jody Scheckter    | Ronnie Peterson    | Lotus-Ford Cosworth   | Resoconto |
| 10   | Gran Premio di Gran Bretagna  | 20 luglio    | Brands Hatch   | Niki Lauda         | Niki Lauda        | Jody Scheckter     | Tyrrell-Ford Cosworth | Resoconto |
| 11   | Gran Premio di Germania       | 4 agosto     | Nürburgring    | Niki Lauda         | Jody Scheckter    | Clay Regazzoni     | Ferrari               | Resoconto |
| 12   | Gran Premio d'Austria         | 18 agosto    | Österreichring | Niki Lauda         | Clay Regazzoni    | Carlos Reutemann   | Brabham-Ford Cosworth | Resoconto |
| 13   | Gran Premio d'Italia          | 8 settembre  | Monza          | Niki Lauda         | Carlos Pace       | Ronnie Peterson    | Lotus-Ford Cosworth   | Resoconto |
| 14   | Gran Premio del Canada        | 22 settembre | Mosport Park   | Emerson Fittipaldi | Niki Lauda        | Emerson Fittipaldi | McLaren-Ford Cosworth | Resoconto |
| 15   | Gran Premio degli Stati Uniti | 6 ottobre    | Watkins Glen   | Carlos Reutemann   | Carlos Pace       | Carlos Reutemann   | Brabham-Ford Cosworth | Resoconto |

### Risultati delle qualifiche
| Nº  | Pilota                | ARG | BRA | RSA | ESP | BEL | MON | SWE | NED | FRA | GBR | GER | AUT | ITA | CAN | USA |
| --- | --------------------- | --- | --- | --- | --- | --- | --- | --- | --- | --- | --- | --- | --- | --- | --- | --- |
| 1   | Ronnie Peterson       | 1   | 4   | 16  | 2   | 5   | 3   | 5   | 10  | 2   | 2   | 8   | 6   | 7   | 10  | 19  |
| 2   | Jacky Ickx            | 7   | 5   | 10  | 5   | 16  | 19  | 7   | 18  | 13  | 12  | 9   | 22  | 16  | 21  | 16  |
| 3   | Jody Scheckter        | 12  | 14  | 8   | 9   | 2   | 5   | 2   | 5   | 7   | 3   | 4   | 5   | 12  | 3   | 6   |
| 4   | Patrick Depailler     | 15  | 16  | 15  | 16  | 11  | 4   | 1   | 8   | 9   | 10  | 5   | 14  | 10  | 7   | 13  |
| 5   | Emerson Fittipaldi    | 3   | 1   | 5   | 4   | 4   | 13  | 9   | 3   | 5   | 8   | 3   | 3   | 6   | 1   | 8   |
| 6   | Denny Hulme           | 10  | 11  | 9   |     | 12  | 12  | 12  | 9   | 11  | 19  | 7   | 10  | 19  | 14  | 17  |
| 7   | Carlos Reutemann      | 6   | 2   | 4   | 6   | 24  | 8   | 10  | 12  | 8   | 4   | 6   | 2   | 2   | 4   | 1   |
| 8   | Richard Robarts       | 22  | 24  | 23  |     |     |     |     |     |     |     |     |     |     |     |     |
| 8   | Rikky von Opel        |     |     |     | 24  | 22  | NQ  | 20  | 23  | NQ  |     |     |     |     |     |     |
| 8   | Carlos Pace           |     |     |     |     |     |     |     |     |     | 20  | 17  | 4   | 3   | 9   | 4   |
| 9   | Hans-Joachim Stuck    | 23  | 13  | 7   | 13  | 10  | 9   |     | 22  | NQ  | 9   | 20  | 15  | 18  | 23  | NQ  |
| 9   | Reine Wisell          |     |     |     |     |     |     | 16  |     |     |     |     |     |     |     |     |
| 10  | Howden Ganley         | 19  | 20  |     |     |     |     |     |     |     |     |     |     |     |     |     |
| 10  | Vittorio Brambilla    |     |     | 19  | 9   | 31  | 15  | 17  | 15  | 16  | 18  | 23  | 20  | 13  | NQ  | 25  |
| 11  | Clay Regazzoni        | 2   | 8   | 6   | 3   | 1   | 2   | 4   | 2   | 4   | 7   | 2   | 8   | 5   | 6   | 9   |
| 12  | Niki Lauda            | 8   | 3   | 1   | 1   | 3   | 1   | 3   | 1   | 1   | 1   | 1   | 1   | 1   | 2   | 5   |
| 14  | Jean-Pierre Beltoise  | 14  | 17  | 11  | 11  | 7   | 11  | 13  | 16  | 17  | 23  | 15  | 18  | 11  | 17  | NQ  |
| 15  | Henri Pescarolo       | 21  | 22  | 21  | 20  | 15  | 27  | 19  | 24  | 19  | 24  | 24  |     | 25  |     |     |
| 15  | Chris Amon            |     |     |     |     |     |     |     |     |     |     |     |     |     | 25  | 12  |
| 16  | Peter Revson          | 4   | 6   |     |     |     |     |     |     |     |     |     |     |     |     |     |
| 16  | Brian Redman          |     |     |     | 21  | 18  | 16  |     |     |     |     |     |     |     |     |     |
| 16  | Bertil Roos           |     |     |     |     |     |     | 23  |     |     |     |     |     |     |     |     |
| 16  | Tom Pryce             |     |     |     |     |     |     |     | 11  | 3   | 5   | 11  | 16  | 22  | 13  | 18  |
| 17  | Jean-Pierre Jarier    | 16  | 19  |     | 12  | 17  | 6   | 8   | 7   | 12  | 16  | 18  | 23  | 9   | 5   | 10  |
| 18  | Carlos Pace           | 11  | 12  | 2   | 14  | 8   | 18  | 24  |     |     |     |     |     |     |     |     |
| 18  | José Dolhem           |     |     |     |     |     |     |     |     | NQ  |     |     |     |     |     | 26  |
| 18  | Derek Bell            |     |     |     |     |     |     |     |     |     | NQ  | 25  | NQ  | NQ  | NQ  |     |
| 19  | Jochen Mass           | 18  | 10  | 17  | 18  | 26  | 17  | 22  | 20  | 18  | 17  | 10  |     |     |     |     |
| 19  | Jean-Pierre Jabouille |     |     |     |     |     |     |     |     |     |     |     | NQ  |     |     |     |
| 19  | José Dolhem           |     |     |     |     |     |     |     |     |     |     |     |     | NQ  |     |     |
| 19  | Helmuth Koinigg       |     |     |     |     |     |     |     |     |     |     |     |     |     | 22  | 23  |
| 20  | Arturo Merzario       | 13  | 9   | 3   | 7   | 6   | 14  | NQ  | 21  | 15  | 15  | 16  | 9   | 15  | 19  | 15  |
| 20  | Richard Robarts       |     |     |     |     |     |     | 25  |     |     |     |     |     |     |     |     |
| 21  | Tom Belsø             |     |     | 27  | NQ  |     |     | 21  |     |     | NQ  |     |     |     |     |     |
| 21  | Gijs Van Lennep       |     |     |     |     | 30  |     |     | NQ  |     |     |     |     |     |     |     |
| 21  | Jean-Pierre Jabouille |     |     |     |     |     |     |     |     | NQ  |     |     |     |     |     |     |
| 21  | Jacques Laffite       |     |     |     |     |     |     |     |     |     |     | 21  | 12  | 17  | 18  | 11  |
| 22  | Rikky von Opel        | 26  |     |     |     |     |     |     |     |     |     |     |     |     |     |     |
| 22  | Vern Schuppan         |     |     |     |     | 14  | 25  | 26  | 17  | NQ  | NQ  | NQ  |     |     |     |     |
| 22  | Mike Wilds            |     |     |     |     |     |     |     |     |     |     |     | NQ  |     | NQ  | NQ  |
| 22  | Chris Amon            |     |     |     |     |     |     |     |     |     |     |     |     | NQ  |     |     |
| 23  | Dave Charlton         |     |     | 20  |     |     |     |     |     |     |     |     |     |     |     |     |
| 23  | Tim Schenken          |     |     |     | 25  |     | 24  |     | NQ  |     | 25  | NQ  | 19  |     |     |     |
| 23  | Leo Kinnunen          |     |     |     |     |     |     | NQ  |     | NQ  |     |     |     | NQ  |     |     |
| 24  | James Hunt            | 5   | 18  | 14  | 10  | 9   | 7   | 6   | 6   | 10  | 6   | 13  | 7   | 8   | 8   | 2   |
| 25  | Howden Ganley         |     |     |     |     |     |     |     |     |     | NQ  | NQ  |     |     |     |     |
| 25  | Mike Wilds            |     |     |     |     |     |     |     |     |     |     |     |     | NQ  |     |     |
| 26  | Graham Hill           | 17  | 21  | 18  | 19  | 29  | 21  | 15  | 19  | 21  | 22  | 19  | 21  | 21  | 20  | 24  |
| 27  | Guy Edwards           | 25  | 25  |     | NQ  | 21  | 26  | 18  | 14  | 20  | NQ  | NQ  |     |     |     |     |
| 27  | Peter Gethin          |     |     |     |     |     |     |     |     |     | 21  |     |     |     |     |     |
| 27  | Rolf Stommelen        |     |     |     |     |     |     |     |     |     |     |     | 13  | 14  | 11  | 21  |
| 28  | John Watson           | 20  | 15  | 13  | 15  | 19  | 23  | 14  | 13  | 14  | 13  | 14  | 11  | 4   | 15  | 7   |
| 29  | Ian Scheckter         |     |     | 22  |     |     |     |     |     |     |     |     |     |     |     |     |
| 29  | John Nicholson        |     |     |     |     |     |     |     |     |     | NQ  |     |     |     |     |     |
| 29  | Tim Schenken          |     |     |     |     |     |     |     |     |     |     |     |     | 20  |     |     |
| 30  | Paddy Driver          |     |     | 26  |     |     |     |     |     |     |     |     |     |     |     |     |
| 30  | Chris Amon            |     |     |     | 23  |     | 20  |     |     |     |     | NQ  |     |     |     |     |
| 30  | Larry Perkins         |     |     |     |     |     |     |     |     |     |     | NQ  |     |     |     |     |
| 30  | Dieter Quester        |     |     |     |     |     |     |     |     |     |     |     | 25  |     |     |     |
| 31  | Ian Scheckter         |     |     |     |     |     |     |     |     |     |     |     | NQ  |     |     |     |
| 31  | Carlo Facetti         |     |     |     |     |     |     |     |     |     |     |     |     | NQ  |     |     |
| 31  | Tim Schenken          |     |     |     |     |     |     |     |     |     |     |     |     |     |     | 26  |
| 32  | Eddie Keizan          |     |     | 24  |     |     |     |     |     |     |     |     |     |     |     |     |
| 32  | Helmuth Koinigg       |     |     |     |     |     |     |     |     |     |     |     | NQ  |     |     |     |
| 33  | Mike Hailwood         | 9   | 7   | 12  | 17  | 13  | 10  | 11  | 4   | 6   | 11  | 12  |     |     |     |     |
| 33  | David Hobbs           |     |     |     |     |     |     |     |     |     |     |     | 17  | 23  |     |     |
| 33  | Jochen Mass           |     |     |     |     |     |     |     |     |     |     |     |     |     | 12  | 20  |
| 34  | Teddy Pilette         |     |     |     |     | 27  |     |     |     |     |     |     |     |     |     |     |
| 34  | Carlos Pace           |     |     |     |     |     |     |     |     | NQ  |     |     |     |     |     |     |
| 35  | Mike Wilds            |     |     |     |     |     |     |     |     |     | NQ  |     |     |     |     |     |
| 35  | Ian Ashley            |     |     |     |     |     |     |     |     |     |     |     | 24  |     |     |     |
| 37  | François Migault      | 24  | 23  | 25  | 22  | 25  | 22  |     | 25  | 22  | 14  | NQ  |     | 24  |     |     |
| 41  | Tim Schenken          |     |     |     |     | 23  |     |     |     |     |     |     |     |     |     |     |
| 42  | Tom Pryce             |     |     |     |     | 20  |     |     |     |     |     |     |     |     |     |     |
| 42  | David Purley          |     |     |     |     |     |     |     |     |     | NQ  |     |     |     |     |     |
| 42  | Ian Ashley            |     |     |     |     |     |     |     |     |     |     |     |     |     | NQ  | NQ  |
| 43  | Gérard Larrousse      |     |     |     |     | 28  |     |     |     | NQ  |     |     |     |     |     |     |
| 43  | Leo Kinnunen          |     |     |     |     |     |     |     |     |     | NQ  |     |     | NQ  |     |     |
| 44  | Leo Kinnunen          |     |     |     |     | NQ  |     |     |     |     |     |     |     |     |     |     |
| 50  | Eppie Wietzes         |     |     |     |     |     |     |     |     |     |     |     |     |     | 26  |     |
| 55  | Mario Andretti        |     |     |     |     |     |     |     |     |     |     |     |     |     | 16  | 3   |
| 56  | Denny Hulme           |     |     |     | 8   |     |     |     |     |     |     |     |     |     |     |     |
| 66  | Mark Donohue          |     |     |     |     |     |     |     |     |     |     |     |     |     | 24  | 14  |
| 208 | Lella Lombardi        |     |     |     |     |     |     |     |     |     | NQ  |     |     |     |     |     |
| Nº  | Pilota                | ARG | BRA | RSA | ESP | BEL | MON | SWE | NED | FRA | GBR | GER | AUT | ITA | CAN | USA |

## Classifiche
Al primo andavano 9 punti, 6 al secondo, 4 al terzo, 3 al quarto, 2 al quinto e 1 al sesto classificato. Non erano assegnati punti a chi compiva il giro più veloce o la pole position. Per l'assegnazione dei punti erano validi i migliori sette risultati delle prime otto corse e i migliori sei delle ultime sette. In questo campionato però nessuno si trovò nella condizione di dover scartare punti.

### Classifica Piloti
| Pos. | Pilota                |     |     |     |     |     |     |     |     |     |     |     |     |     |     |     | Punti |
| ---- | --------------------- | --- | --- | --- | --- | --- | --- | --- | --- | --- | --- | --- | --- | --- | --- | --- | ----- |
| 1    | Emerson Fittipaldi    | 10  | 1   | 7   | 3   | 1   | 5   | 4   | 3   | Rit | 2   | Rit | Rit | 2   | 1   | 4   | 55    |
| 2    | Clay Regazzoni        | 3   | 2   | Rit | 2   | 4   | 4   | Rit | 2   | 3   | 4   | 1   | 5   | Rit | 2   | 11  | 52    |
| 3    | Jody Scheckter        | Rit | 13  | 8   | 5   | 3   | 2   | 1   | 5   | 4   | 1   | 2   | Rit | 3   | Rit | Rit | 45    |
| 4    | Niki Lauda            | 2   | Rit | 16* | 1   | 2   | Rit | Rit | 1   | 2   | 5   | Rit | Rit | Rit | Rit | Rit | 38    |
| 5    | Ronnie Peterson       | 13  | 6   | Rit | Rit | Rit | 1   | Rit | 8   | 1   | 10  | 4   | Rit | 1   | 3   | Rit | 35    |
| 6    | Carlos Reutemann      | 7*  | 7   | 1   | Rit | Rit | Rit | Rit | 12  | Rit | 6   | 3   | 1   | Rit | 9   | 1   | 32    |
| 7    | Denny Hulme           | 1   | 12  | 9   | 6   | 6   | Rit | Rit | Rit | 6   | 7   | SQ  | 2   | 6   | 6   | Rit | 20    |
| 8    | James Hunt            | Rit | 9   | Rit | 10  | Rit | Rit | 3   | Rit | Rit | Rit | Rit | 3   | Rit | 4   | 3   | 15    |
| 9    | Patrick Depailler     | 6   | 8   | 4   | 8   | Rit | 9   | 2   | 6   | 8   | Rit | Rit | Rit | 11  | 5   | 6   | 14    |
| 10   | Jacky Ickx            | Rit | 3   | Rit | Rit | Rit | Rit | Rit | 11  | 5   | 3   | 5   | Rit | Rit | 13  | Rit | 12    |
| 11   | Mike Hailwood         | 4   | 5   | 3   | 9   | 7   | Rit | Rit | 4   | 7   | Rit | 15* |     |     |     |     | 12    |
| 12   | Carlos Pace           | Rit | 4   | 11  | 13  | Rit | Rit | Rit | WD  | NQ  | 9   | 12  | Rit | 5   | 8   | 2   | 11    |
| 13   | Jean-Pierre Beltoise  | 5   | 10  | 2   | Rit | 5   | Rit | Rit | Rit | 10  | 12  | Rit | Rit | Rit | NC  | NQ  | 10    |
| 14   | Jean-Pierre Jarier    | Rit | Rit | WD  | Rit | 13  | 3   | 5   | Rit | 12  | Rit | 8   | 8   | Rit | Rit | 10  | 6     |
| 15   | John Watson           | 12  | Rit | Rit | 11  | 11  | 6   | 11  | 7   | 16  | 11  | Rit | 4   | 7   | Rit | 5   | 6     |
| 16   | Hans-Joachim Stuck    | Rit | Rit | 5   | 4   | Rit | Rit |     | Rit | NQ  | Rit | 7   | 11* | Rit | Rit | NQ  | 5     |
| 17   | Arturo Merzario       | Rit | Rit | 6   | Rit | Rit | Rit | INF | Rit | 9   | Rit | Rit | Rit | 4   | Rit | Rit | 4     |
| 18   | Graham Hill           | Rit | 11  | 12  | Rit | 8   | 7   | 6   | Rit | 13  | 13  | 9   | 12  | 8   | 14  | 8   | 1     |
| 19   | Tom Pryce             |     |     |     |     | Rit |     |     | Rit | Rit | 8   | 6   |     | 10  | Rit | NC  | 1     |
| 20   | Vittorio Brambilla    |     |     | 10  | NP  | 9   | Rit | 10* | 10  | 11  | Rit | 13  | 6   | Rit | NQ  | Rit | 1     |
| -    | Guy Edwards           | 11  | Rit |     | NQ  | 12  | 8   | 7   | Rit | 15  |     | NQ  |     |     |     |     | 0     |
| -    | David Hobbs           |     |     |     |     |     |     |     |     |     |     |     | 7   | 9   |     |     | 0     |
| -    | Jochen Mass           | Rit | 17  | Rit | Rit | Rit | NP  | Rit | Rit | Rit | 14  | Rit |     |     | 16  | 7   | 0     |
| -    | Brian Redman          |     |     |     | 7   | 18* | Rit |     |     |     |     |     |     |     |     |     | 0     |
| -    | Mario Andretti        |     |     |     |     |     |     |     |     |     |     |     |     |     | 7   | SQ  | 0     |
| -    | Howden Ganley         | 8*  | Rit |     |     |     | NA  |     |     |     | NQ  | NQ  | NA  |     |     |     | 0     |
| -    | Tom Belsø             |     |     | Rit | NQ  |     |     | 8   |     |     | NQ  |     |     |     |     |     | 0     |
| -    | Rikky von Opel        | NP  | WD  |     | Rit | Rit | NQ  | 9   | 9   | NQ  |     |     |     |     |     |     | 0     |
| -    | Henri Pescarolo       | 9   | 14  | 18  | 12  | Rit | Rit | Rit | Rit | Rit | Rit | 10  | NA  | Rit |     |     | 0     |
| -    | Chris Amon            |     |     |     | Rit | NA  | NP  |     |     |     |     | NQ  |     | NQ  | NC  | 9   | 0     |
| -    | Dieter Quester        |     |     |     |     |     |     |     |     |     |     |     | 9   |     |     |     | 0     |
| -    | Tim Schenken          |     |     |     | 14* | 10  | Rit |     | NQ  |     | Rit | NQ  | 10  | Rit |     | SQ  | 0     |
| -    | Helmuth Koinigg       |     |     |     |     |     |     |     |     |     |     |     | NQ  |     | 10  | Rit | 0     |
| -    | Rolf Stommelen        |     |     |     |     |     |     |     |     |     |     |     | Rit | Rit | 11  | 12  | 0     |
| -    | Derek Bell            |     |     |     |     |     |     |     |     |     | NQ  | 11  | NQ  | NQ  | NQ  |     | 0     |
| -    | Mark Donohue          |     |     |     |     |     |     |     |     |     |     |     |     |     | 12  | Rit | 0     |
| -    | Ian Scheckter         |     |     | 13  |     |     |     |     |     |     |     |     | NQ  |     |     |     | 0     |
| -    | François Migault      | Rit | 16  | 15  | Rit | 16  | Rit |     | Rit | 14  | NC  | NQ  | NA  | Rit | WD  |     | 0     |
| -    | Ian Ashley            |     |     |     |     |     |     |     |     |     |     | 14  | NC  | NA  | NQ  | NQ  | 0     |
| -    | Gijs van Lennep       |     |     |     |     | 14  |     |     | NQ  |     |     |     |     |     |     |     | 0     |
| -    | Eddie Keizan          |     |     | 14  |     |     |     |     |     |     |     |     |     |     |     |     | 0     |
| -    | Richard Robarts       | Rit | 15  | 17  |     |     |     | NP  |     |     |     |     |     |     |     |     | 0     |
| -    | Vern Schuppan         |     |     |     |     | 15  | Rit | SQ  | SQ  | NQ  | NQ  | Rit |     |     |     |     | 0     |
| -    | Jacques Laffite       |     |     |     |     |     |     |     |     |     | NA  | Rit | NC  | Rit | 15  | Rit | 0     |
| -    | Teddy Pilette         |     |     |     |     | 17  |     |     |     |     |     |     |     |     |     |     | 0     |
| -    | Dave Charlton         |     |     | 19  |     |     |     |     |     |     |     |     |     |     |     |     | 0     |
| -    | Peter Revson          | Rit | Rit | WD  |     |     |     |     |     |     |     |     |     |     |     |     | 0     |
| -    | Leo Kinnunen          |     |     |     |     | NQ  |     | Rit |     | NQ  | NQ  |     | NQ  | NQ  |     |     | 0     |
| -    | Mike Wilds            |     |     |     |     |     |     |     |     |     | NQ  |     | NQ  | NQ  | NQ  | NC  | 0     |
| -    | Gérard Larrousse      |     |     |     |     | Rit |     |     |     | NQ  |     |     |     |     |     |     | 0     |
| -    | Paddy Driver          |     |     | Rit |     |     |     |     |     |     |     |     |     |     |     |     | 0     |
| -    | Reine Wisell          |     |     |     |     |     |     | Rit |     |     |     |     |     |     |     |     | 0     |
| -    | Bertil Roos           |     |     |     |     |     |     | Rit |     |     |     |     |     |     |     |     | 0     |
| -    | Peter Gethin          |     |     |     |     |     |     |     |     |     | Rit |     |     |     |     |     | 0     |
| -    | Eppie Wietzes         |     |     |     |     |     |     |     |     |     |     |     |     |     | Rit |     | 0     |
| -    | José Dolhem           |     |     |     |     |     |     |     |     | NQ  |     |     |     | NQ  |     | Rit | 0     |
| -    | Jean-Pierre Jabouille |     |     |     |     |     |     |     |     | NQ  |     |     | NQ  |     |     |     | 0     |
| -    | David Purley          |     |     |     |     |     |     |     |     |     | NQ  |     |     |     |     |     | 0     |
| -    | Lella Lombardi        |     |     |     |     |     |     |     |     |     | NQ  |     |     |     |     |     | 0     |
| -    | John Nicholson        |     |     |     |     | NA  |     |     |     |     | NQ  |     |     |     |     |     | 0     |
| -    | Larry Perkins         |     |     |     |     |     |     |     |     |     |     | NQ  |     |     |     |     | 0     |
| -    | Carlo Facetti         |     |     |     |     |     |     |     |     |     |     |     |     | NQ  |     |     | 0     |
| -    | John McNicol          |     |     | NA  |     |     |     |     |     |     |     |     |     |     |     |     | 0     |
| -    | Andy Sutcliffe        |     |     |     |     |     |     |     |     |     | NA  |     |     |     |     |     | 0     |
| -    | Manfred Mohr          |     |     |     |     |     |     |     |     |     |     | NA  |     |     |     |     | 0     |
| -    | Jean-Louis Lafosse    |     |     |     |     |     |     |     |     |     |     |     |     | NA  |     |     | 0     |
| -    | Silvio Moser          |     |     |     | WD  | WD  |     |     |     |     |     |     |     |     |     |     | 0     |
| -    | Jorge de Bagration    |     |     |     | WD  |     |     |     |     |     |     |     |     |     |     |     | 0     |
| Pos. | Pilota                |     |     |     |     |     |     |     |     |     |     |     |     |     |     |     | Punti |

| Legenda | 1º posto     | 2º posto | 3º posto    | A punti         | Senza punti/Non class.  | Grassetto – Pole position Corsivo – Giro più veloce |
| Legenda | Squalificato | Ritirato | Non partito | Non qualificato | Solo prove/Terzo pilota | Grassetto – Pole position Corsivo – Giro più veloce |

* Indica quei piloti che non hanno terminato la gara ma sono ugualmente classificati avendo coperto, come previsto dal regolamento, almeno il 90% della distanza totale.

### Classifica costruttori
La classifica indica il miglior piazzamento ottenuto da una delle vetture dello stesso costruttore. Il grassetto indica che una vettura di quel costruttore ha ottenuto la pole position, il corsivo indica il giro veloce, anche se non ottenuti dalla vettura che ha marcato la posizione migliore.
Al primo andavano 9 punti, 6 al secondo, 4 al terzo, 3 al quarto, 2 al quinto e 1 al sesto classificato. Non erano assegnati punti a chi compiva il gpv o la pole position. Per l'assegnazione del campionato erano validi i migliori sette risultati delle prime 8 corse e i migliori sei delle ultime sette. Per la Coppa Costruttori solo la prima vettura di ogni costruttore marca punti. Solo la McLaren-Ford Cosworth fu costretta a scartare due punti.
(Legenda) (risultati in grassetto indicano la pole position, risultati in corsivo indicano il giro veloce)
| Pos. | Costruttore                | ARG | BRA | RSA  | ESP | BEL | MON | SWE | NED | FRA | GBR | GER | AUT | ITA | CAN | USA | Punti   |
| ---- | -------------------------- | --- | --- | ---- | --- | --- | --- | --- | --- | --- | --- | --- | --- | --- | --- | --- | ------- |
| 1    | McLaren-Ford Cosworth      | 1   | 1   | 3    | 3   | 1   | (5) | 4   | 3   | 6   | 2   | 15* | 2   | 2   | 1   | 4   | 73 (75) |
| 2    | Ferrari                    | 2   | 2   | 16 * | 1   | 2   | 4   | Rit | 1   | 2   | 4   | 1   | 5   | Rit | 2   | 11  | 65      |
| 3    | Tyrrell-Ford Cosworth      | 6   | 8   | 4    | 5   | 3   | 2   | 1   | 5   | 4   | 1   | 2   | Rit | 3   | 5   | 6   | 52      |
| 4    | Lotus-Ford Cosworth        | 13  | 3   | 13   | Rit | Rit | 1   | Rit | 8   | 1   | 3   | 4   | Rit | 1   | 3   | Rit | 42      |
| 5    | Brabham-Ford Cosworth      | 7*  | 7   | 1    | 11  | 11  | 6   | 9   | 7   | 16  | 6   | 3   | 1   | 5   | 8   | 1   | 35      |
| 6    | Hesketh-Ford Cosworth      |     |     | Rit  | 10  | Rit | Rit | 3   | Rit | Rit | Rit | Rit | 3   | Rit | 4   | 3   | 15      |
| 7    | BRM                        | 5   | 10  | 2    | 12  | 5   | Rit | Rit | Rit | 10  | 12  | 10  | Rit | Rit | NC  | 9   | 10      |
| 8    | Shadow-Ford Cosworth       | Rit | Rit | WD   | 7   | 13  | 3   | 5   | Rit | 12  | 8   | 6   | 8   | 10  | Rit | 10  | 7       |
| 9    | March-Ford Cosworth        | 8*  | 9   | 5    | 4   | 9   | Rit | 10  | 10  | 11  | Rit | 7   | 6   | Rit | Rit | Rit | 6       |
| 10   | Iso Marlboro-Ford Cosworth | Rit | Rit | 6    | Rit | 14  | Rit | 8   | Rit | 9   | Rit | Rit | NC  | 4   | 15* | Rit | 4       |
| 11   | Surtees-Ford Cosworth      | Rit | 4   | 11   | 13  | Rit | Rit | Rit | Rit | Rit | 14  | 11  | 9   | NQ  | 10  | Rit | 3       |
| 12   | Lola-Ford Cosworth         | 11  | 11  | 12   | Rit | 8   | 7   | 6   | Rit | 13  | 13  | 9   | 12  | 8   | 11  | 8   | 1       |
| —    | Parnelli-Ford Cosworth     |     |     |      |     |     |     |     |     |     |     |     |     |     | 7   | SQ  | 0       |
| —    | Trojan-Ford Cosworth       |     |     |      | 14* | 10  | Rit |     | NQ  |     | Rit | NQ  | 10  | Rit |     |     | 0       |
| —    | Penske-Ford Cosworth       |     |     |      |     |     |     |     |     |     |     |     |     |     | 12  | Rit | 0       |
| —    | Token-Ford Cosworth        |     |     |      |     | Rit |     |     |     |     | NQ  | 14  | NC  |     |     |     | 0       |
| —    | Ensign-Ford Cosworth       | NP  |     |      |     | 15  | Rit | SQ  | SQ  | NQ  | NQ  | Rit | NQ  | NQ  | NQ  | NC  | 0       |
| —    | Amon-Ford Cosworth         |     |     |      | Rit |     | NP  |     |     |     |     | NQ  |     | NQ  |     |     | 0       |
| —    | Maki-Ford Cosworth         |     |     |      |     |     |     |     |     |     | NQ  | NQ  |     |     |     |     | 0       |
| —    | Lyncar-Ford Cosworth       |     |     |      |     |     |     |     |     |     | NQ  |     |     |     |     |     | 0       |
| Pos. | Costruttore                | ARG | BRA | RSA  | ESP | BEL | MON | SWE | NED | FRA | GBR | GER | AUT | ITA | CAN | USA | Punti   |

| Colore  | Risultati                                                         |
| ------- | ----------------------------------------------------------------- |
| Oro     | Vincitore                                                         |
| Argento | 2º posto                                                          |
| Bronzo  | 3º posto                                                          |
| Verde   | Finita, a punti                                                   |
| Blu     | Finita, senza punti Finita, non classificato (NC)                 |
| Viola   | Non finita (Rit)                                                  |
| Rosso   | Non qualificato (NQ) Non pre-qualificato (NPQ)                    |
| Nero    | Squalificato (SQ)                                                 |
| Bianco  | Non partito (NP)                                                  |
| Celeste | Disputa solo le prove (SP)                                        |
| Celeste | Iscritto alle prove libere - Terzo pilota (TP) - dal 2003 al 2006 |
| Vuoto   | Non prende parte alle prove (NPR)                                 |
| Vuoto   | Iscritto ma non presente, non arrivato (NA)                       |
| Vuoto   | Ritirato prima dell'evento (WD)                                   |
| Vuoto   | Infortunato (INF)                                                 |
| Vuoto   | Escluso (ES)                                                      |
| Vuoto   | Gara cancellata (C)                                               |

* Indica quelle vetture che non hanno terminato la gara ma sono ugualmente classificate avendo coperto, come previsto dal regolamento, almeno il 90% della distanza totale.

## Gare non valide per il Mondiale
In stagione vennero disputate anche tre gare non valide quali prove del campionato del mondo.
| Gara | Gran Premio                       | Data       | Circuito     | Pole Position    | GPV                | Vincitore          | Costruttore           | Resoconto |
| ---- | --------------------------------- | ---------- | ------------ | ---------------- | ------------------ | ------------------ | --------------------- | --------- |
| 1    | Gran Premio del Presidente Medici | 3 febbraio | Brasilia     | Carlos Reutemann | Emerson Fittipaldi | Emerson Fittipaldi | McLaren-Ford Cosworth | Resoconto |
| 2    | Race of Champions                 | 17 marzo   | Brands Hatch | James Hunt       | Jacky Ickx         | Jacky Ickx         | Lotus-Ford Cosworth   | Resoconto |
| 3    | BRDC International Trophy         | 7 aprile   | Silverstone  | James Hunt       | James Hunt         | James Hunt         | Hesketh-Ford Cosworth | Resoconto |

Nel 1974 si tenne anche il Campionato sudafricano di Formula 1.